# Miguel Mariano de Villegas
Miguel Mariano de Villegas, nacido como Miguel Mariano de Villegas Quevedo y Machado Manzanares Maciel y más conocido como Miguel de Villegas o simplemente Miguel Villegas (Buenos Aires, gobernación del Río de la Plata, 16 de junio de 1771 - ib., Confederación Argentina, 31 de julio de 1841) fue un hidalgo, jurisconsulto y funcionario de gobierno argentino que se había titulado de abogado en la Real Universidad de San Felipe de Santiago de Chile en 1798, al tiempo que pasó al Virreinato del Río de la Plata y se transformó en miembro de la Real Audiencia de Buenos Aires, siendo años después doblemente presidente de la sucesora «Cámara de Apelaciones» en 1816 y en 1829.

Durante la invasión napoleónica de España era partidario del Carlotismo desde 1808 hasta 1812, como solución para fundar una monarquía constitucional bajo la soberanía de la Casa de Borbón en el proyectado «Reino del Río de la Plata», que sería independiente del Reino de España, pero dicho proyecto no prosperó por las ambiciones del reino luso-brasileño y por la interferencia de la diplomacia británica.

Luego de la Revolución de Mayo lo nombraron síndico procurador general del cabildo de la Primera Junta de Gobierno de las Provincias Unidas del Río de la Plata, el 17 de octubre de 1810 y de la Junta Grande, desde el 18 de diciembre del mismo año, siendo reasignado nuevamente durante el Primer Triunvirato, el 3 de enero de 1812. Además fue dos veces asesor general privado gubernamental, el 28 de noviembre de 1810 hasta el 10 de junio de 1815 y luego en 1823, siendo el primero y último en el cargo, del primer período.

Lo eligieron doblemente diputado, del Congreso General en el año de 1811 y también en la  Asamblea legislativa del año XIII. Como jurisconsulto se encargó de las «Causas de Residencias» desde el 25 de mayo de 1810 hasta febrero de 1813 y desde el 16 de abril de 1816 hasta el 6 de marzo de 1820. Su última gestión burocrática fue ser decano del Superior Tribunal de Justicia desde el 17 de enero de 1837 hasta su destitución el 1 de diciembre de 1838, por ser contrario al gobierno de Juan Manuel de Rosas, entre otros cargos importantes.

## Biografía hasta la graduación de abogado

### Origen familiar y primeros años
Miguel Mariano de Villegas había nacido el 16 de junio de 1771 en la ciudad de Buenos Aires, capital de la gobernación del Río de la Plata que formaba parte del entonces gran Virreinato del Perú, siendo hijo del procurador cántabro-español Francisco de Villegas y López Quevedo (n. Cóbreces, provincia de los Nueve Valles de Asturias de Santillana, 24 de marzo de 1730) —un bisnieto del señor de la Casa de Villegas en Cóbreces, Rodrigo de Villegas V Tagle y de la Torre, casado con Petronila de Barreda y Yebra— que se radicaría en Buenos Aires en 1755.

Virreinato del Perú en su máxima extensión, hacia 1650.

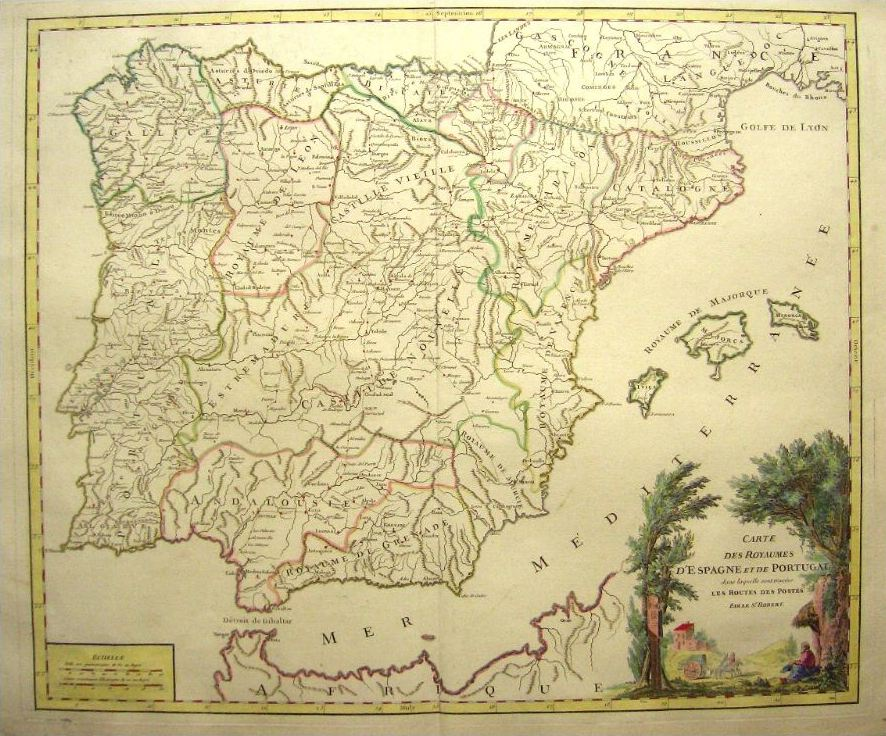
Reino de España con el principado de Asturias, incluyendo Asturias de Santillana o la provincia de los Nueve Valles (de la actual Cantabria). Mapa de 1770.

Su madre era María Mercedes Fernández Machado de Melo y Manzanares Maciel (n. Buenos Aires, 27 de octubre de 1733), una descendiente directa de primeros pobladores rioplatenses de origen luso-hispano, como los azoreños Gil González de Moura y la infanzona Inés Nunes Cabral de Melo, los luso-alentejanos Matías Machado Fernández Mangallo (n. Évora, ca. 1570) y su esposa Inés Cabral, el castellano y teniente de gobernador bonaerense Francisco de Manzanares y de Leonor de Aguilar y Burgos que era hija del escribano real sevillano y alcalde porteño Francisco Pérez de Burgos y de su cónyuge Juana de Aguilar Salvatierra, y el andaluz Martín Suárez de Toledo, gobernador del Río de la Plata, y de su esposa María de Sanabria Calderón quien a su vez fuera hija de los ricos extremeños Juan de Sanabria e Hinojosa y de Mencia Calderón Ocampo, entre otros.
Sus padres, el español Francisco de Villegas Quevedo se había enlazado en la primera ubicación —actual Plaza de la República del Obelisco porteño— de la iglesia San Nicolás de Bari el 27 de abril de 1757 con la argentina María Mercedes Fernández Machado de Melo, y fueron progenitores de once hijos, siendo ocho de ellos no muy bien documentados: Josefa Jenuaria, María Josefa (n. Buenos Aires, 3 de marzo de 1758), Jenuaria, Ángel Francisco, María Antonia Gertrudis, Juana Josefa Benedicta, Lázaro María, y Domingo José Villegas. Pero tres de ellos habrían trascendido en la historia del Cono Sur:
- Hipólito Francisco de Villegas (n. Buenos Aires, 1761), jurisconsulto, ministro de Hacienda y diputado de la República de Chile.[9]
- Manuel Buenaventura Villegas (n. Buenos Aires, 23 de diciembre de 1767), doctor en teología desde el 2 de octubre de 1795, sacerdote y presbítero de Córdoba en el mismo año y desde 1809 canónigo magistral del Cabildo Eclesiástico de Buenos Aires.[2]
- Miguel Mariano de Villegas aquí tratado.

Además Miguel de Villegas era primo hermano de José de Villegas y Gómez de Arce, contador de la Real Armada Española que había sido enviado al virreinato rioplatense, y luego de la independencia de las Provincias Unidas del Río de la Plata y la separación de la Provincia Oriental como el nuevo Estado Oriental del Uruguay, fue nombrado juez de paz de El Tala desde 1840, y por lo tanto, Miguel era el tío abuelo segundo del general argentino-uruguayo Conrado Villegas.

### Estudios académicos en Buenos Aires y en Santiago de Chile
Al haber nacido Miguel Mariano de Villegas en la capital de la gobernación del Río de la Plata, cursó sus estudios elementales en el Real Colegio de San Carlos de la ciudad de Buenos Aires, siendo alumno del curso de Pedro Miguel Aráoz en 1785, matriculándose como teólogo en 1790 y como gramático en 1794.
Se mudó en 1794 con su familia a Santiago de Chile, capital de la capitanía general dependiente del Virreinato del Perú —luego de finalizar sus cursos en Buenos Aires, capital del Virreinato del Río de la Plata— continuando sus estudios en la Real Universidad de San Felipe, donde se tituló de abogado en 1798.

## Jurisconsulto de la Real Audiencia de Buenos Aires

### Antecedentes del carlotismo rioplatense

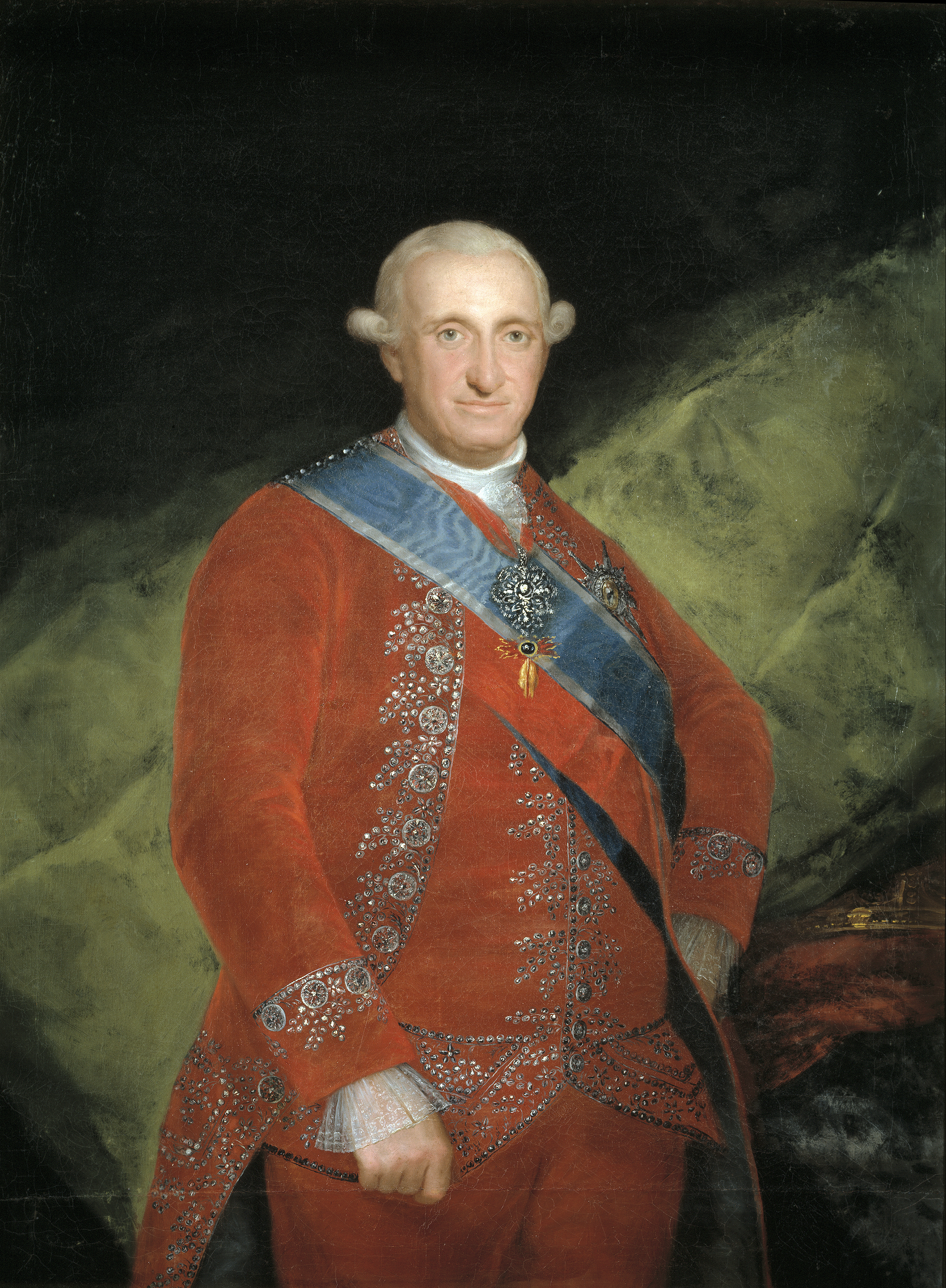
Rey Carlos IV.

El Virreinato del Río de la Plata en 1783 (creado en 1776, luego de ser separado del Virreinato del Perú).
Se le adjudicó las islas luso-africanas Fernando Poo y Annobón desde 1778 hasta 1782, reducciones chaqueñas del Bermejo (hasta 1793), la intendencia de Puno (hasta 1796), corregimiento de Arica (hasta 1784), Misiones Orientales (hasta 1801), litoral del Pacífico (hasta 1810 que perdió todo el litoral ya que en 1803 el enclave del Paposo había vuelto al virreinato peruano, y desde 1813 a 1826, año que pasó a Bolivia), desierto y Puna de Atacama (ambos hasta 1826), Patagonia oriental (en forma efectiva solo en la costa atlántica desde 1779) y la comandancia de las Islas Malvinas.
La Capitanía General de Chile que había sido creada en 1778, era una dependencia autónoma del virreinato peruano, pero en dicha fecha como capitanía general obtuvo mayor independencia administrativa y militar —con jurisdicción en el gobierno de Valdivia de 1740 a 1812 y el repoblado gobierno de Osorno en 1796 hasta 1798 y de 1802 a 1811, ambos gobiernos pasaron a la dependencia directa del virreinato peruano hasta 1820 y 1822 respectivamente— y de esta forma el 15 de mayo de 1798 la capitanía general se convirtió en una entidad política colonial definitivamente separada del Perú, cuya Real Audiencia de Santiago de Chile pasaría a ser una Audiencia pretorial.

Mientras estaba reinando Carlos IV de España, en el vecino Reino de Portugal su soberana María fue declarada demente, por lo cual provocó que ejerciera la regencia su segundogénito Juan desde 1792, por haber fallecido el 11 de septiembre de 1788 el primogénito José, príncipe de Brasil, da Beira y XIV duque de Braganza.
Juan VI de Portugal se había casado con 18 años, el 8 de mayo de 1785, con la infanta española Carlota Joaquina de Borbón quien tan solo tenía 10 años de edad, y la cual posteriormente originaría al partido carlotista rioplatense.
Luego de un año de estar gobernando en Buenos Aires el virrey Antonio Olaguer Feliú, el hidalgo Miguel Mariano de Villegas decidió regresar al Virreinato del Río de la Plata, siendo examinado poco después por la Real Audiencia de Buenos Aires con aprobación general el 17 de julio de 1798, anotándose en la matrícula de abogados de la misma.

### Primer caso judicial con Castelli en la gobernación de Salta del Tucumán
Al poco tiempo de matricularse, el doctor Miguel de Villegas le cupo la defensa legal en Jujuy de Francisco Javier del Portal —junto a Juan José Castelli— quien había sido litigado por Agustín Arismendi y sus herederos —representados legalmente por Mariano Pérez de Saravia— acerca de la capellanía fundada en 1699 por el maestre de campo Juan Rodríguez Viera, sobre las tierras del Totoral, insistiendo que nunca formaron una unidad con las de San Juan, positivamente gravadas por dicha capellanía, y que entre estas y las tierras de Amuzátegui promediaban las de los Salcedo Poblete. A lo que se le respondió legalmente, según consejo de la defensa de Portal, siendo estos los doctores Villegas y Castelli:

...El territorio de la capellanía o Potrero del Pongo señalado por fundo empieza desde las juntas que forman el un cauce o brazo del río de Perico con el de Humaguaca hasta la unión del otro brazo de aquel con el Siancas, que es el territorio llamado de San Juan que fue dado de Merced a el Capitán Pedro Godoy... Que pasó a ser de Amuzátegui por el compromiso... Pero de ninguna manera consta que entre la ubicación del dicho territorio, y el de las tierras del Totoral deva mediar la dada de merced a el Sr. Salcedo: porque siendo cierto que la merced echa a Godoy abraza el territorio de San Juan con expresión de que tuviese ocho leguas de extensión se reconoce por los articulados... Que de las juntas de los ríos Humaguaca y Perico hasta las de ese con el de Siancas sobre que cae el Totoral, no hay tales ocho leguas de que se infiere que aquí no está comprendida la merced de Salcedo sino en la parte que viene del Serro de Zapla para dichas juntas primeras.

### Defensa rioplatense ante las invasiones inglesas y sus consecuencias

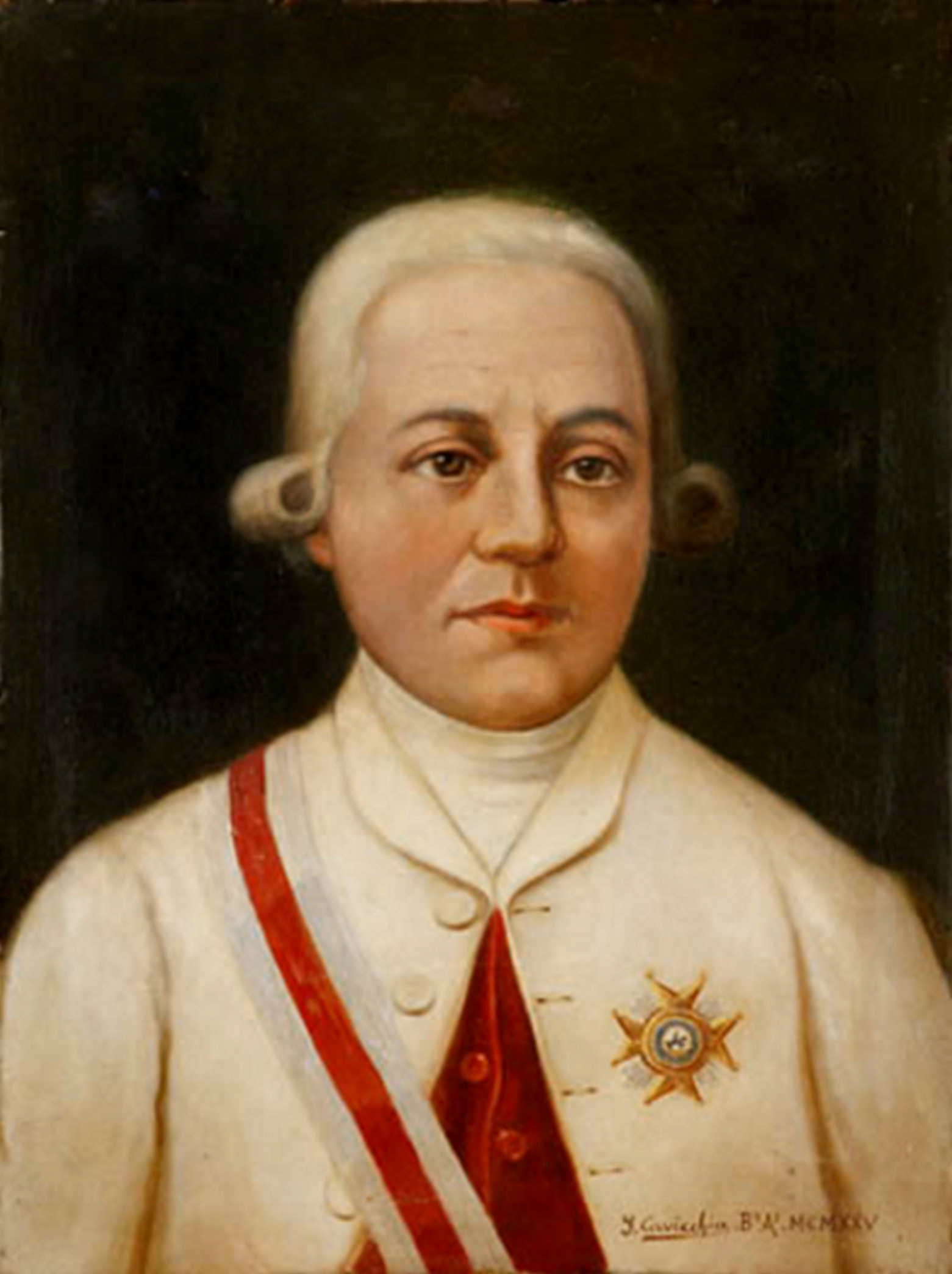
Virrey Rafael de Sobremonte.

Durante el gobierno del virrey Rafael de Sobremonte, el Reino Unido de la Gran Bretaña estaba preparando apoderarse de los dominios del Reino de España en América —empezando por el Río de la Plata— por lo cual volvió a  conquistar la colonia sudafricana holandesa del Cabo de Buena Esperanza el 9 de enero de 1806, preparando de esta manera la posterior invasión al virreinato y haciendo escala en la pequeña isla atlántica inglesa de Santa Helena, consumada el 29 de abril.
Dicha invasión comandada por el coronel William Carr Beresford logró rendir a la ciudad de Buenos Aires el 27 de junio, apoderándose de ella —el virrey de Sobremonte, preparando la resistencia, se había instalado en la ciudad de Córdoba proclamándola capital virreinal provisoria— hasta su liberación por fuerzas rioplatenses el 12 de agosto del mismo año, comandada por Liniers y unos cuantos subalternos como el entonces subteniente Martín Lacarra, y varios voluntarios de la Banda Oriental como Pedro Viera, que lograran tomar prisionero al coronel Beresford.
Una nueva invasión liderada por el general John Whitelocke que empezó en Montevideo, cayendo luego de un Sitio el 3 de febrero de 1807, prosiguió con el intento de la toma de Buenos Aires que nuevamente fue defendida en forma heroica por fuerzas comandadas y preparadas por el hacendado vasco-español Martín de Álzaga, nombrado alcalde de primer voto desde el 1 de enero de este último año, quien financió con medios propios la defensa de la ciudad, y también por Santiago de Liniers, ya nombrado gobernante militar o capitán general por el cabildo en 1806, dejando el gobierno civil a la Real Audiencia de Buenos Aires de la cual Miguel de Villegas formaba parte.

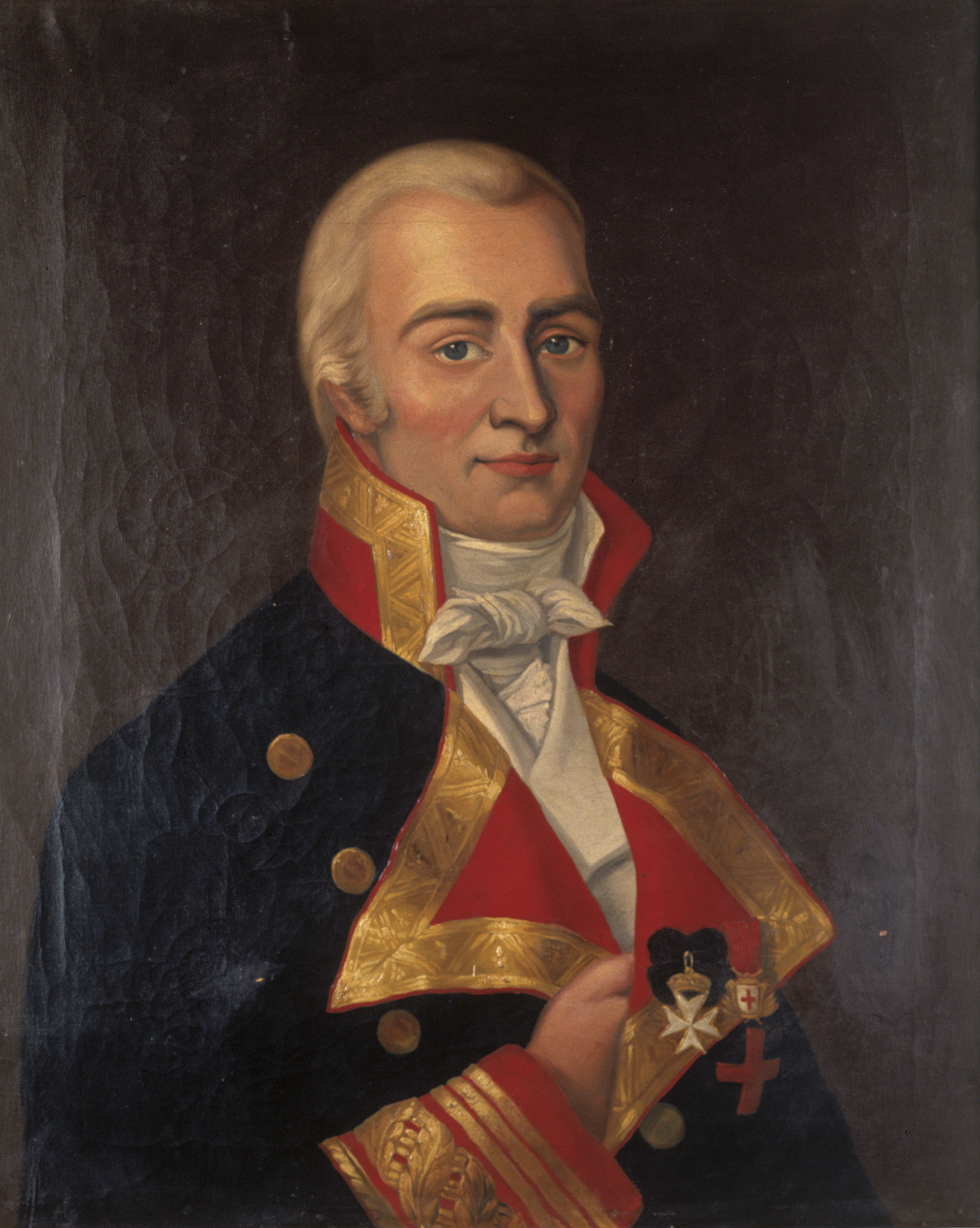
Virrey Santiago de Liniers.

Al reunirse las autoridades para definir la situación del virrey, el fiscal del Consejo de Indias, la Real Audiencia y las autoridades emanadas del poder real sostuvieron que el marqués de Sobremonte se encontraba enfermo para gobernar y que había que protegerlo, en cambio el cabildo, los jefes militares de la Junta de Guerra, los vecinos y Santiago de Liniers adhirieron al alcalde Martín de Álzaga que fue el triunfante, resolviendo la suspensión de todos los cargos de Sobremonte y su detención, dejando el gobierno político a la Real Audiencia en donde Villegas ejercía su influencia y asignando como virrey interino a Santiago de Liniers, desde el 10 de febrero de 1807, luego de la destitución de Sobremonte.

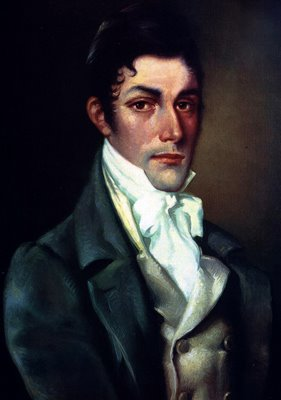
Alcalde Martín de Álzaga.

La ejecución de la detención fue llevada a cabo por el oidor Manuel de Velasco, los regidores Martín José de Monasterio y Manuel Ortiz Basualdo —nombrados desde el 2 de febrero del mismo año— además del comandante Prudencio Murguiondo al frente de dos compañías de infantería y una de caballería, que fueron al encuentro del virrey, alojado con su familia en una posta cerca de Colonia de Sacramento, y fue llevado con esta comitiva a Buenos Aires en donde quedaría detenido desde el 28 de febrero del citado año (hasta noviembre de 1809 en el que se le permitió retornar a España).
El general Francisco Javier de Elío, gobernador de Montevideo, se opuso a la autoridad del nuevo virrey, fundando y presidiendo una Junta de Gobierno, que si bien no anunciaba la independencia, expresaba el derecho de cada ciudad a gobernarse por sí misma. Liniers no se atrevió a aplastar esa rebelión.

### El nuevo virrey Liniers y las invasiones napoleónicas a la península ibérica

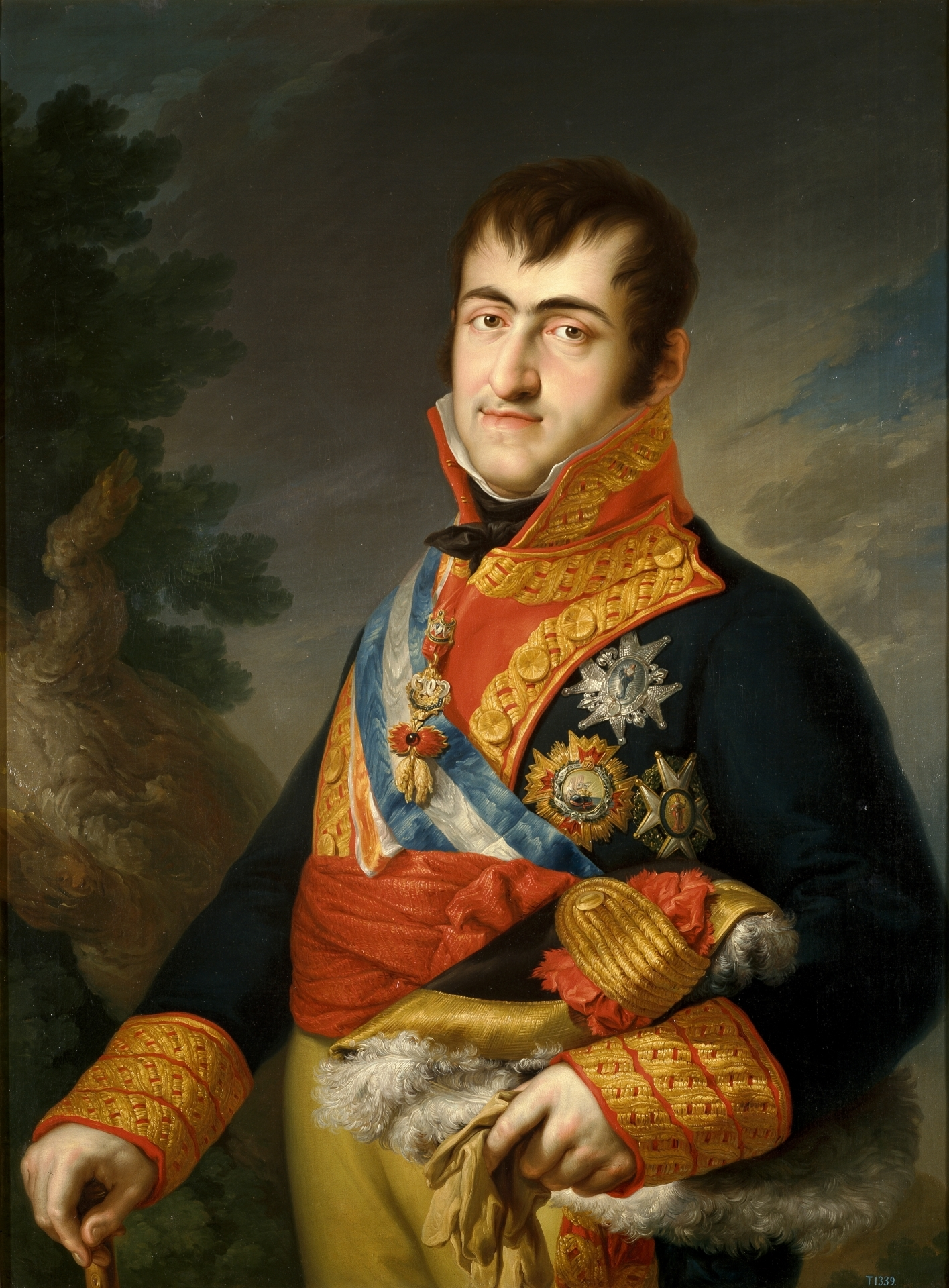
Rey Fernando VII.

En mayo de 1808, el rey confirmó el nombramiento de Liniers como virrey pero al poco tiempo se le acusó de nepotismo, cohecho y peculado, y la clase alta rioplatense se mostró escandalizada por su romance con una mauriciana de origen francés, llamada Ana Perichon (y apodada despectivamente «la Perichona» por semejanza de «la Perricholi» del Perú).
Mientras tanto en Europa, al producirse las invasiones napoleónicas en el Reino de España, siendo coronado rey el 6 de junio de 1808, José I Bonaparte —con la consecuente detención en Francia de Carlos IV y luego del príncipe regente Fernando VII— y también en el Reino de Portugal —cuya enferma reina, el príncipe regente Juan y la Corte portuguesa se habían trasladado a Río de Janeiro huyendo de las tropas francesas— hizo que en América, la importancia del Principado-Virreinato del Brasil creciera después de la llegada de la familia real, y eso motivó su elevación a la categoría de reino en el mismo año (reconocido por las potencias europeas y llamado Reino Unido de Portugal, Brasil y Algarve desde el 16 de diciembre de 1815, siendo Juan proclamado rey en 1816, luego de la muerte de su madre).

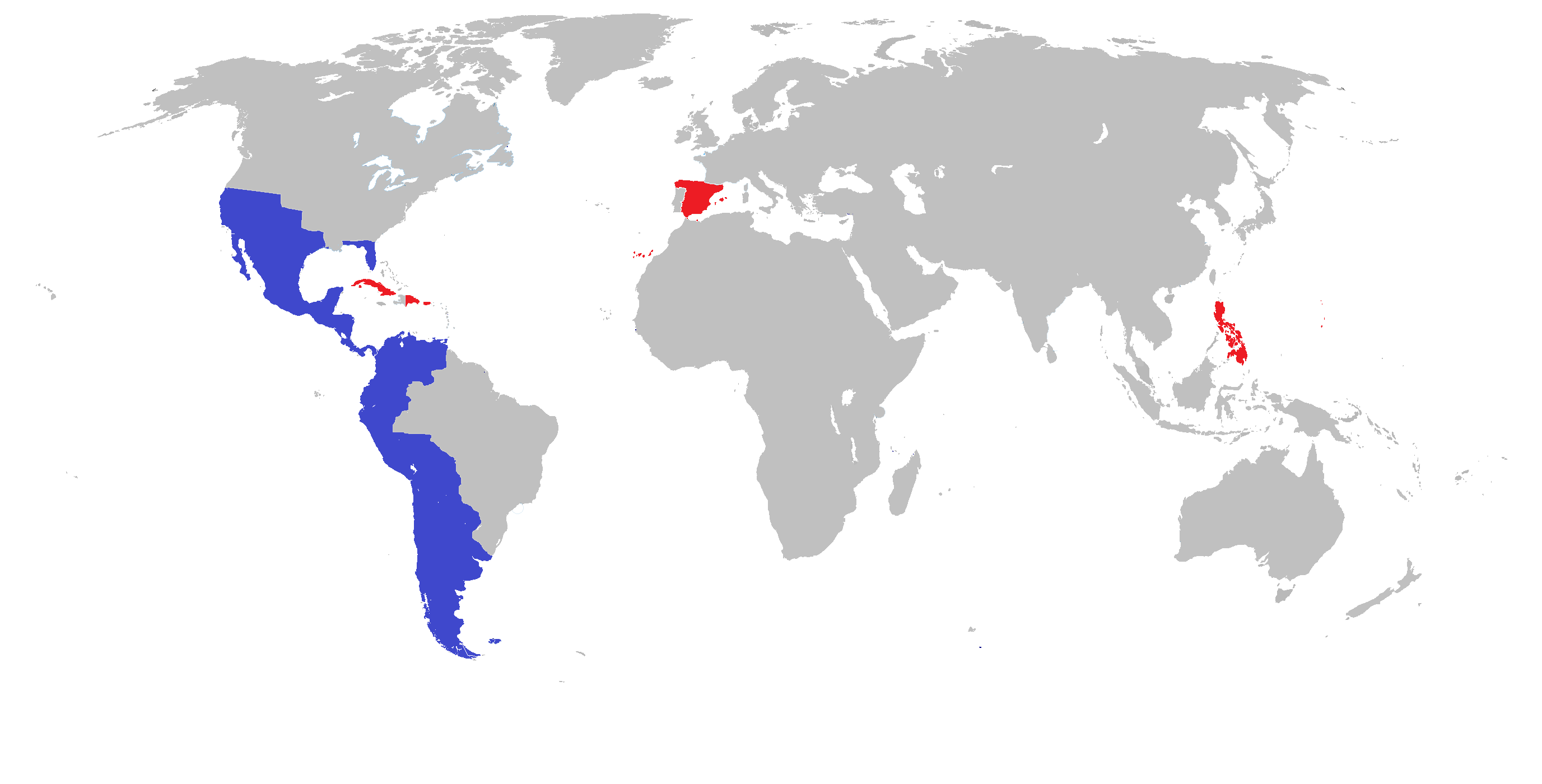
Situación del Imperio español. En azul los territorios independizados en la Guerra de Independencia Hispanoamericana.

En el Virreinato del Río de la Plata la mayoría de los ciudadanos estaba en contra del gobierno de Liniers —entre ellos, el héroe de la Reconquista de Buenos Aires durante las Invasiones Inglesas y alcalde de la ciudad, Martín de Álzaga— y la invasión de Napoleón Bonaparte a España lo convirtió en sospechoso de simpatizar con los enemigos de España, por ser francés. Liniers solo contaba con el apoyo de los regimientos locales, por lo que se ocupó cuidadosamente de pagar sus sueldos.

### Adhesión al partido carlotista para su proyectado Reino del Río de la Plata
La infanta Carlota Joaquina de Borbón, ya separada de hecho de su marido, intentó proclamarse princesa regente de España al estar detenidos el rey y su hermano, por lo cual, junto a su primo de veintidós años de edad, el infante luso-español Pedro Carlos de Borbón y Braganza, emitieron la carta titulada «La Justa Reclamación», el 11 de septiembre de 1808.
El virrey Santiago de Liniers escribió a la Infanta inmediatamente, contestando que

"Después de haber jurado la majestad del Señor Don Fernando VII, y reconociendo la Junta Suprema de Sevilla quien lo representa, nada se puede innovar a nuestra presente constitución sin su acuerdo."

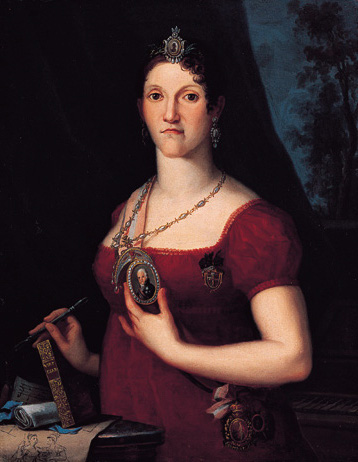
Carlota Joaquina de Borbón.

Pero no todos en Buenos Aires rechazaron la invitación: el 20 de septiembre del citado año, en una carta conjunta, Manuel Belgrano, Hipólito Vieytes, Juan José Castelli, Nicolás Rodríguez Peña, Antonio Luis Beruti y Miguel Mariano de Villegas, anunciaron a la princesa su adhesión, alegrándose que, en caso de que esta asumiera en Buenos Aires cesaría la calidad de colonia, conformando una Monarquía Constitucional independiente de España:

"En ocasión tan angustiada como la que ha tocado á los Soberanos de España, nada podía sernos tan satisfactorio como la proximidad de V.A.R. y los altos Títulos con que la Serenisima Sra. Princesa del Brasil Da. Carlota Joaquina, y el Serenisimo Señor Infante Dn. Pedro Carlos han significado los derechos de la Augusta Casa de Borbon al Trono de América... Si asumiera en Buenos Aires cesaría la calidad de colonia, sucedería la ilustración, el mejoramiento y perfeccionamiento de las costumbres; se daría energía a la industria y al comercio, se extinguirían aquellas odiosas distinciones entre europeos y americanos, se acabarían las injusticias, las opresiones, la usurpación y dilapidaciones de la renta[...] Confiamos en que V.A.R. se sirva prestar su protección Real para los efectos que puede prometernos la felicidad de estar baxo los auspicios de tan ilustre Soberanía, sin los embarazos que la faccion pueda oponer".
Buenos Aires, 20 de septiembre de 1808.

El 1 de enero de 1809, muy cerca de ser depuesto el virrey Santiago de Liniers por la llamada asonada de Álzaga, llevada a cabo por el mismo alcalde y los miembros del Cabildo de Buenos Aires, y habiendo estado a punto de lograr su renuncia, la pronta intervención de Cornelio Saavedra —comandante de los Patricios— le salvó y llevó a Álzaga al destierro en Carmen de Patagones aunque fuera inmediatamente mandado a rescatar por el gobernador Francisco de Elío. En virtud de la real orden del 13 de febrero del citado año, el virrey Santiago de Liniers sería nombrado conde de Buenos Aires, haciéndole acreedor de una elevada pensión y de la propiedad de tierras que heredarían sus hijos y sucesores.

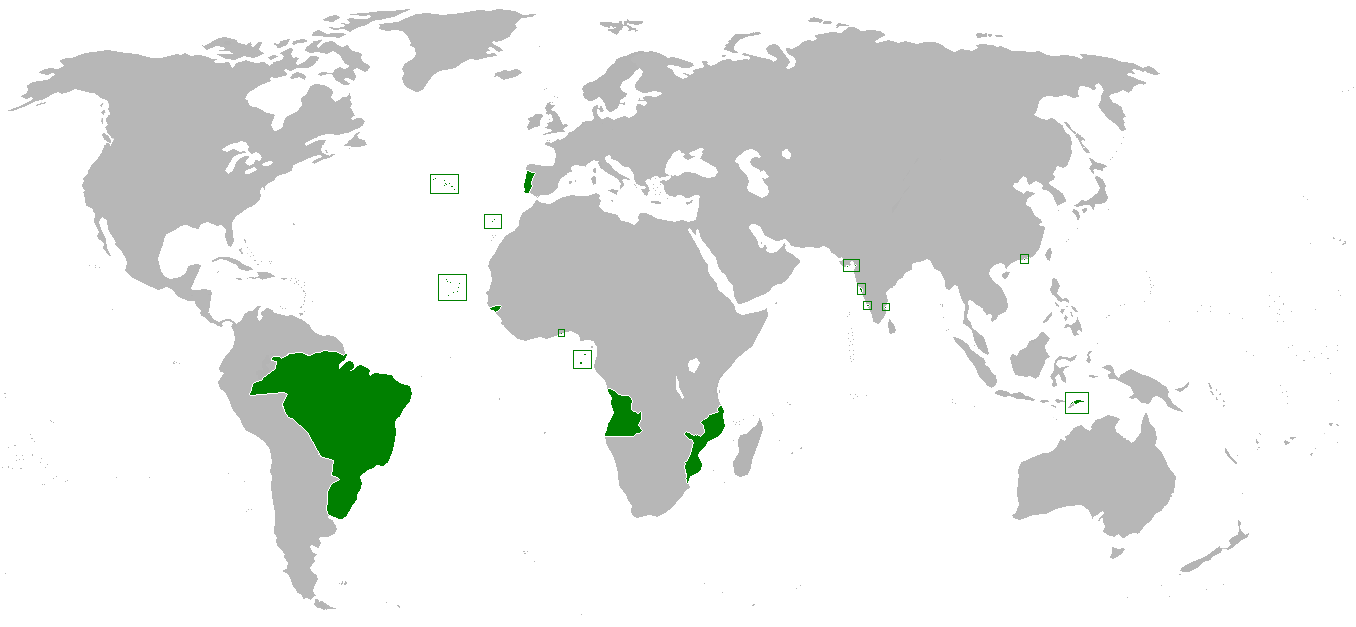
Reino Unido de Portugal, Brasil y Algarve, con la Provincia Oriental desde 1817.

En el mismo año, Miguel de Villegas se había convertido en un letrado de predicamento en la ciudad y, como estaba influenciado por las nuevas ideas de la Ilustración, lo habían incluido en la lista de personas aspirantes a la independencia e inclusive, como partidario para entronizar al infante Pedro Carlos de Borbón y Braganza en el Río de la Plata, si fracasaba el proyecto de hacerlo con su noble prima, siendo una variante ya que se casaría dos años después con su pariente, María Teresa de Braganza, hija de la infanta Carlota Joaquina de Borbón y del príncipe regente Juan VI de Portugal quien era a su vez su tío-materno. Todo lo anteriormente citado fue de acuerdo a la lista que elevó el mensajero ítalo-lusitano Felipe da Silva Telles Contucci, afincado en la ciudad hacía tiempo atrás, al marqués de Linhares Rodrigo de Sousa Coutinho quien fuera el ministro luso-brasileño de «Negocios Exteriores y Guerra»:

"Excmo Señor Conde de Linhares [...] Todos convienen en q’ la situacion de estos Paises es critica, y que la conducta q’ se ha tenido por Ese Gavinete ha formado tres partidos; uno, el de reconocer por Regenta a S.A.R. la Señora Princesa Da. Carlota; otro el de arrojar del mando á Liniers, sea quien quiera el q’ le substituya, el qual podra agregarse á aquel; y otro el de constituirse en un gobierno democratico; para el que trabajan los Ingleses del modo mas eficas; pero todos pendientes del resultado de los sucesos de España operan sordamente, y si nó se tienen tomadas todas las medidas para prevenir los males, y conseguir el pensamiento de mi misión, la America del Sud sufrirá mucho, sin provechos de sus contendores".
Buenos Aires, 2 de abril de 1809.

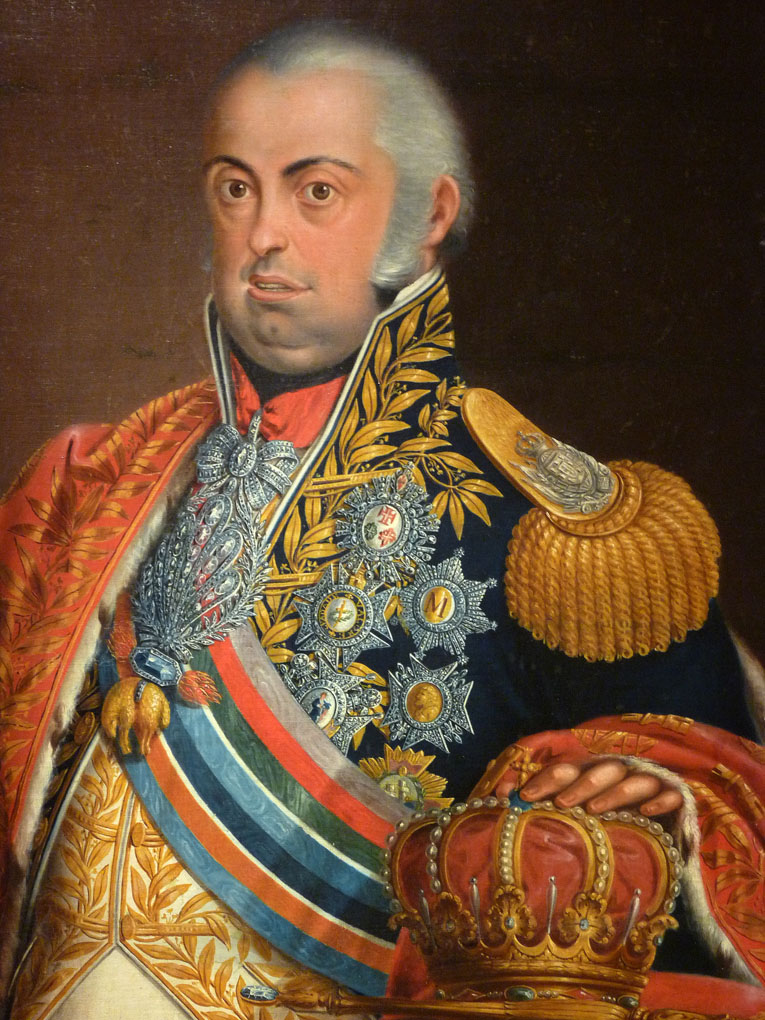
Juan VI de Portugal.

Además, Juan VI quien fuera príncipe regente de Portugal en el exilio brasileño, determinó que:

"Si mi esposa fuere proclamada regente de España, entonces el futuro rey portugués tendría derechos sobre el Virreinato del Río de la Plata, como esposo de la regente".

Esta insinuación de Juan VI hizo que el plan perdiera todo apoyo en Buenos Aires, donde no se deseaba caer bajo dominio portugués. Por otra parte, la ocupación francesa en España hacía que Gran Bretaña rechazara la existencia de una regente española en Buenos Aires en contraposición al restaurado Fernando VII. Por lo cual la interferencia de la diplomacia británica y la política expansionista del esposo de la Infanta, hicieron fracasar dicho proyecto.
Continuando prisionero el rey Fernando VII en Valençay (Francia), las sospechas sobre Liniers aumentaron, por lo que el gobierno de España, representado por la Junta Suprema Central, nombró en el mes de julio del mismo año en reemplazo de Liniers al nuevo virrey Baltasar Hidalgo de Cisneros que tomó posesión del cargo el 2 de agosto. Algunos exaltados porteños le pidieron que se resistiera a entregar el mando, pero se negó. A pesar de lo acontecido, le fue permitido instalarse en una antigua estancia de los jesuitas en Alta Gracia, provincia de Córdoba, pero en 1810 cuando ya tenía todo preparado para regresar a España, llegó la noticia de la "Revolución de Mayo" e instigado por el gobernador Juan Gutiérrez de la Concha, se unió al grupo que pretendía oponerse a la Primera Junta que ya había derrocado al nuevo virrey. El 26 de agosto, Liniers fue fusilado junto con los demás jefes de la resistencia, excepto el obispo Rodrigo de Orellana.

## Asesor privado general de gobierno de la Primera Junta y Junta Grande

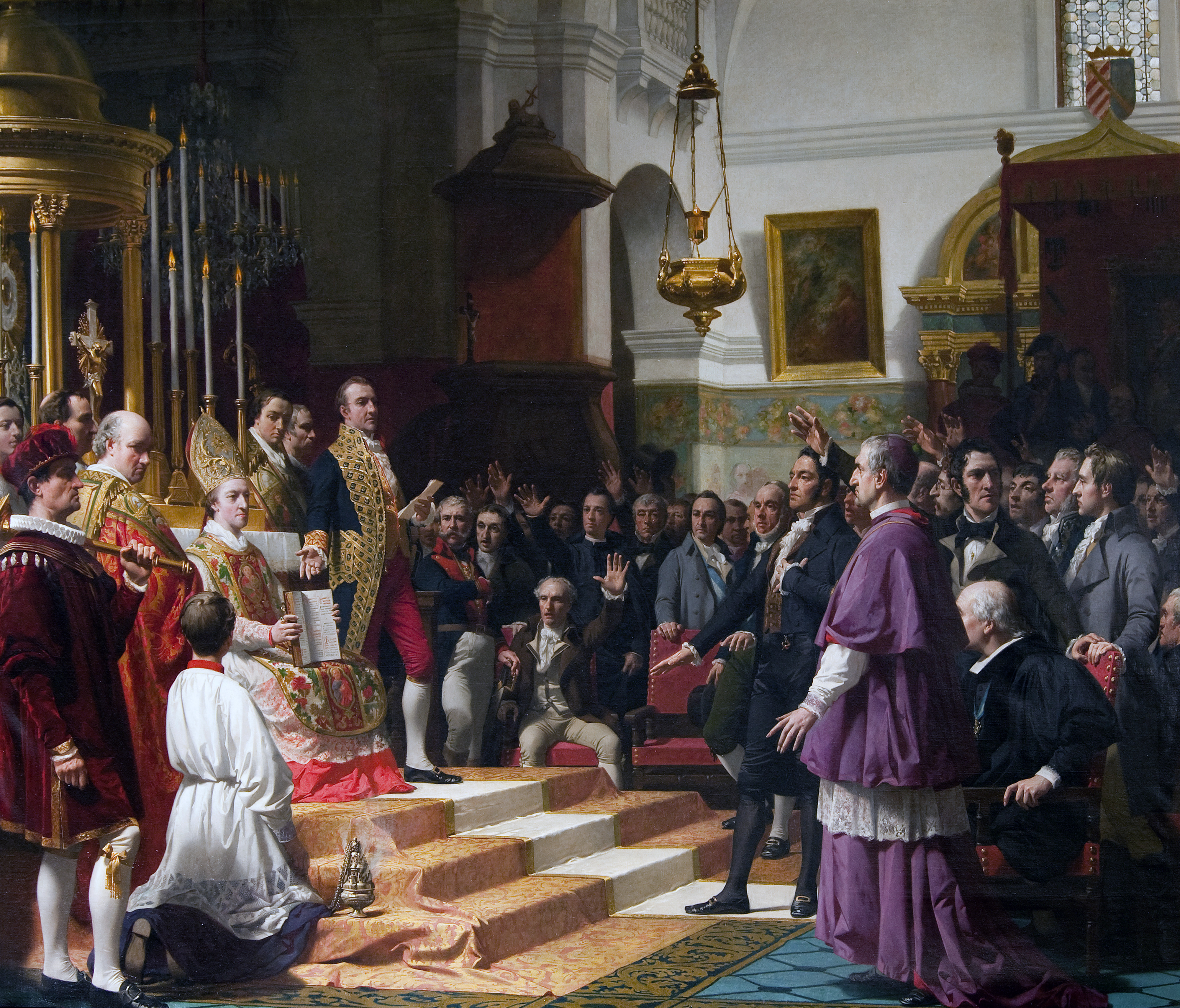
Juramento de las Cortes de Cádiz.

Después de la Revolución de Mayo, el 31 de agosto de 1810, el Consejo de Regencia de España e Indias, y confirmado luego por la Junta de Cádiz, había nombrado como virrey a Francisco Javier de Elío. Al no ser reconocido por el Cabildo de Buenos Aires que desconoció su autoridad, se instalaría en Montevideo proclamándose virrey con sede en esa ciudad.

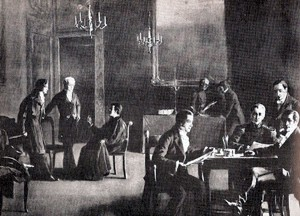
Primera Junta de Gobierno.

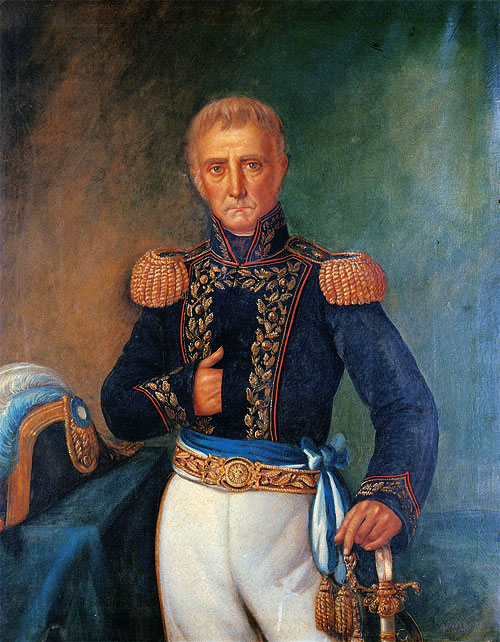
Cornelio Saavedra.

La Primera Junta del Plata, inicialmente nombró a Miguel Mariano de Villegas como asesor y lugarteniente del gobernador intendente de Córdoba del Tucumán el 10 de septiembre de 1810, pero no lo aceptó, y por lo cual se lo retuvo siendo electo posteriormente, el 17 de octubre, como síndico procurador general del Cabildo de Buenos Aires —ocupando el puesto del destituido Julián de Leyva— y según la «Proclama de la Primera Junta» quien nombró por elección, y en representación de los pueblos, a los nuevos capitulares expresó lo siguiente:

"Exigiendo el orden público la remoción de los individuos que formaban ese Exmo. Ayuntamiento por los repetidos ultrages que han inferido á los derechos de este pueblo, y remitiendo en esta Junta una representación inmediata del pueblo, que la constituye órgano legitimo de su voluntad, ha separado á los expresados Capitulares, con expresa declaratoria, de que jamás puedan exercer cargo consejil en esta ciudad, ni en ninguna otra de su distrito; y en su lugar ha elegido á nombre del pueblo: D. Domingo Igarzabal, Alcalde de 1º voto - D. Atanasio Gutiérrez, Alcalde de 2º voto - D. Manuel Aguirre, Regidor Alférez Real - D. Francisco Ramos Mexía - D. Ildefonso Passo - D. Eugenio Balbastro - D. Juan Pedro Aguirre - D. Pedro Capdevila - D. Martín Grandoli - D. Juan Francisco Seguí - Y por Sindico Procurador al Dr. D. Miguel Villegas: debiendo los expresados Sres. Alcaldes y Regidores jurar á el pueblo ante la Junta, que sostendrán con dignidad su representación, que guardarán sus derechos, y que pomoverán su felicidad, atacada hasta ahora, por los mismos que debían interesarse en su fomento. Dios guarde á V.E. muchos años". Buenos-Ayres 17 de octubre de 1810. — Cornelio Saavedra — Miguel de Azcuénaga — Dr. Manuel Alberti — Domingo Mateu — Juan Larrea — Dr. Juan José Passo — Dr. Mariano Moreno, Secretado — al Exemo. Cabildo, Justicia, y Regimiento.

Una vez que los capitulares asumieron sus respectivos cargos, emitieron la «Proclama del nuevo Exemo. Cabildo» a los habitantes de Buenos Aires:

"Pueblo fiel, aunque os ha costado tanto arribar á la perfeccion de este nombre... El Cabildo nuevamente instalado se ha hecho un deber, anunciar la satisfaccion, que tiene en representaros... A la municipalidad de Buenos Ayres le anima sin embargo otros sentimientos: la proporción, que le da su rango, para mezclarse en los derechos del ciudadano, la que tiene, para protegerlos, y para consultar sus necesidades... Un suceso inevitable hizo, desaparecieran de vuestra vista en la noche del 16 los Capitulares de la anterior eleccion... La providencia parece decidida por nuestra causa; pocas horas discurrieron con aquella falla; solo Buenos Ayres supo sofocar este mal en su nacimiento. La patria vé despedidos de su seno unos quantos individuos, pero hálla al mismo tiempo ocupadas sus sillas, y en el Cabildo actual quiénes se han condenado por su prosperidad á las mas ásperas tareas. Pueblo de Buenos Ayres, ligad vuestros votos al cuerpo, que os representa; nada adelantaríamos sin la unión de sentimientos, y en el sistema de partidos; acordaos de las anteriores jornadas...No olvideis, que la division acabó con los grandes Imperios [...] Desplegad aquella enérgica hermandad, con que estrellasteis á vuestros enemigos [...] Tened presente, que los intereses, y las relaciones públicas se han confundido con las particulares, y no perdamos por una baxeza el costoso fruto de nuestra elevación". — Domingo Igarzabal — Atanasio Gutierrez — Manuel Aguirre — Francisco Ramos Mexía — Ildefonso Passo — Eugenio Balbastro — Juan Pedro Aguirre — Pedro Capdevila — Martin Grandoli — Juan Francisco Seguí — Miguel Villegas — A LOS HABITANTES DE BUENOS AYRES.

El 28 de noviembre del mismo año, se lo designó también como asesor general de gobierno de la Primera Junta de las Provincias Unidas del Río de la Plata con carácter de privado —posiblemente sin sueldo asignado— en reemplazo del malagueño Juan María de Almagro y de la Torre, un rico hacendado que poseía campos en Buenos Aires, la Banda Oriental y Río Grande del Sur, que había sido asesor general de Gobierno del Virreinato del Río de la Plata. El administrador de sus estancias era el luso-brasileño Pedro José Viera, el futuro caudillo patriota.

Continuó su gestión cuando el 18 de diciembre del mismo año, se reunieron los siete miembros de la Junta con los nueve diputados provinciales del exvirreinato, creándose así la Junta Grande —que gobernaría hasta el 22 de septiembre del siguiente año— por lo cual, siendo el porteño Mariano Moreno contrario a su conformación y vencido por el voto de la mayoría, presentaría su renuncia, aunque fuera rechazada por dicha Junta, y en consecuencia solicitaría una misión ante las cortes del Reino Unido de Gran Bretaña y del Reino del Brasil para gestionar el apoyo a la definitiva independencia argentina, la cual habría sido aceptada. Esto originaría uno de los primeros pasos del conflicto entre Buenos Aires y el resto de las provincias que dominaría la política argentina durante las siguientes décadas.

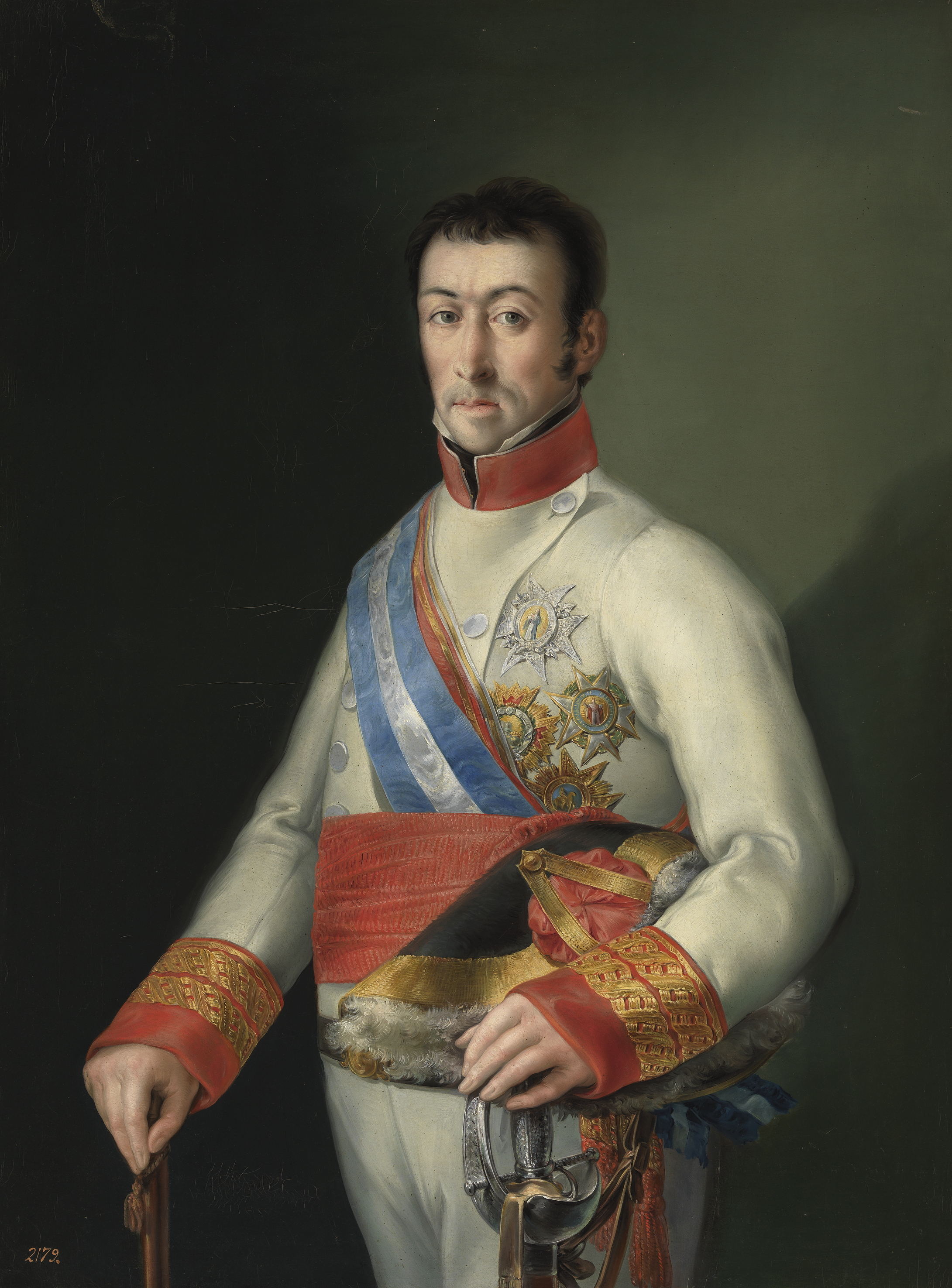
General Francisco Javier de Elío. Atribuido a Miguel Parra. (Museo del Prado).

### Acciones como síndico procurador general del Cabildo de Buenos Aires
El 15 de enero de 1811, Francisco de Elío envió una carta al Cabildo de Buenos Aires, recordando la real orden formulada por el Consejo de Regencia a nombre del soberano, sin ignorar las contestaciones de los tribunales que tuvieron en la capital virreinal, acerca de la legitimidad de aquel gobierno. De esta manera Elío, el 19 de enero del citado año, declaró a Montevideo capital del Virreinato del Río de la Plata, asumiendo nominalmente el gobierno en la Banda Oriental, aunque apenas reconocido en la gobernación de Montevideo.
Miguel de Villegas como síndico firmó el 22 de enero del citado año la nota del cabildo en que formalmente rehusó reconocerle como virrey:

"Quando este pueblo cansado ya de sufrir los caprichos de un gobierno corrompido, y en el pleno goze de sus derechos por la ausencia del Rey y desaparicion del poder supremo nacional, instaló a exemplo de toda España una Junta, que velase sobre su conservación, extendió sus ideas á que disfrutasen de igual beneficio las demas provincias del vireynato. A este fin las incitó al nombramiento de diputados, que en congreso general erigiesen una autoridad suprema para suplir la falta de nuestro desgraciado Monarca el Sr. D. Fernando VII, y arreglasen una constitución, que nos pusiera a cubierto de toda asechanza, y de los tiros de la arbitrariedad y del despotismo, baxo que habiamos gemido por tantos años... De aquí es, que el Cabildo de Bueno Ayres, pendiente la resolución del congreso, ni debe, ni puede prestarse al reconacimiento á que V.S. lo incita por oficio de 15 del corriente, ni se considera obligado á dar obedecimiento á la orden, que acompaña, expedida, segun se dice por el Consejo de Regencia establecido en Cádiz [...] Sin la menor intervencion de las Américas, por unas cortes en que tampoco han tenido parte, y cuya celebración no se ha comunicado por otro conducto que por el de V.S.  Motivos tan poderosos estrechan al Ayuntamiento de Buenos Ayres á la repugnancia, en que insistirá, de prestarse al indicado reconocimiento y de recibir á V. S. por Virey Gobernador y Capitán General de estas Provincias [...] Dios guarde á V. S. muchos años".
Sala capitular de Buenos Ayres enero 22 de 1811 — Domingo Igarzabal — Atanasio Gutierrez — Manuel Aguirre — Francisco Ramos Mexía — Ildefonso Passo — Eugenio Balbastro — Juan Pedro Aguirre — Pedro Capdevila — Martín Grandoli — Juan Francisco Seguí — Miguel de Villegas — al Mariscal de Campo D. Francisco Xavier Elio.

La población rural de la Banda Oriental —comandada por el luso-brasileño Pedro José Viera y el uruguayo Venancio Benavides— también rechazó su autoridad el 27 de febrero, hecho conocido como «Grito de Asencio», y de esta manera el 28 de febrero, tomaron las cercanas poblaciones de Mercedes y Santo Domingo de Soriano.

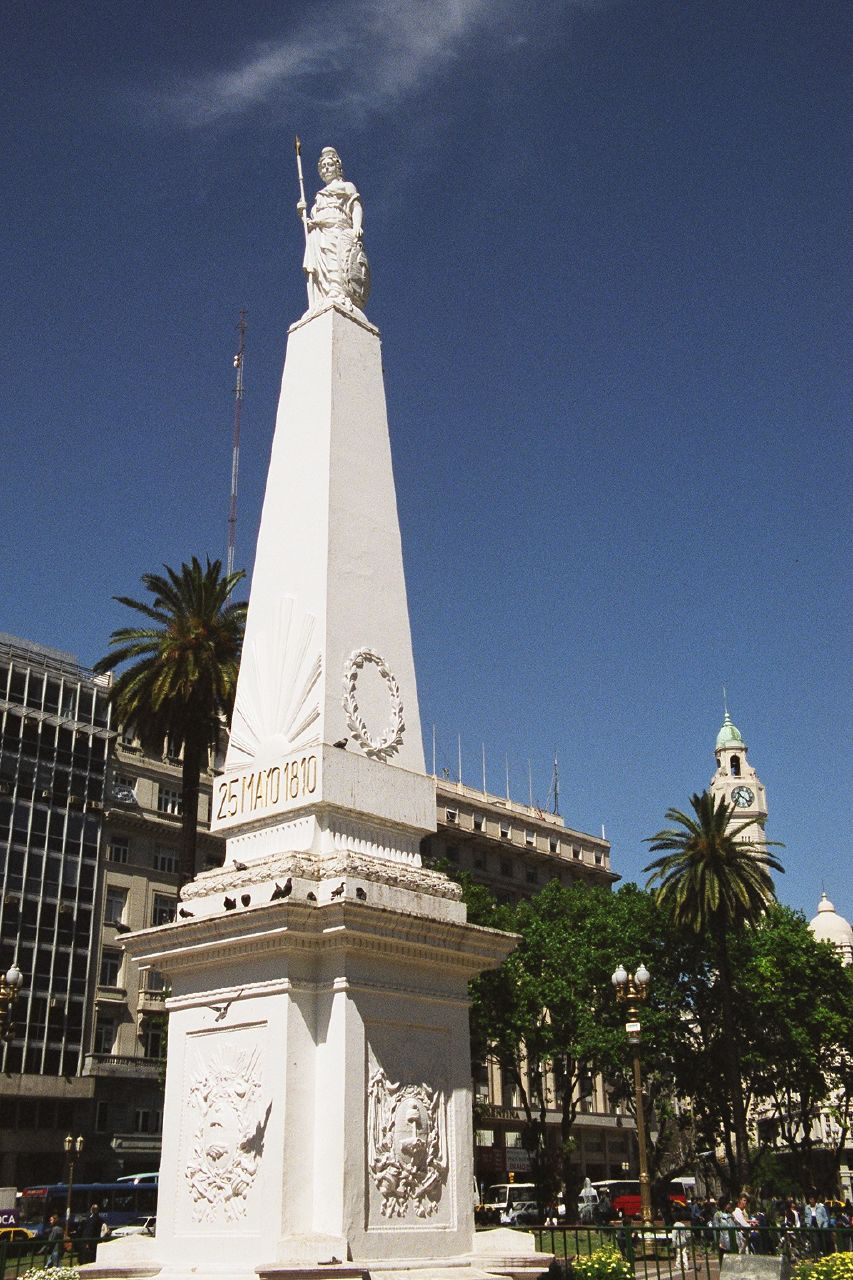
Pirámide de la Plaza de Mayo, restaurada en 1856.

También propuso Villegas, en febrero del citado año, que se cubriesen las vacantes de Manuel Alberti por su fallecimiento, y las de Juan José Castelli y Manuel Belgrano ausentes en la Junta, resolviéndose finalmente por lo primero.
En cuanto al secretario porteño Mariano Moreno y al potosino Cornelio Saavedra quien fuera el comandante del ejército, debido a que eran fuertes adversarios bien diferenciados en la forma en que interpretaban los acontecimientos revolucionarios y de cómo dirigir al gobierno, comenzarían a conformar partidos respectivos. Moreno, que intermediaba con los ingleses, y sus seguidores proponían entregarles la isla Martín García a cambio de armas y dinero, además de aspirar a generar cambios profundos en la sociedad.
Por otro lado Saavedra y los suyos, procuraban solo la llegada de los criollos al poder pero manteniendo la continuidad del ordenamiento social del exvirreinato y no involucrarse demasiado con los británicos. La cuestión entre ambos se habría resuelto de manera pacífica, con la decisión de Moreno de renunciar a su cargo de secretario de gobierno y guerra de la Junta, y de emprender el viaje diplomático a Inglaterra, pero una vez en alta mar fallecería el 4 de marzo luego de una convulsión, debido a un emético iatrogénico, a bordo de la goleta inglesa Fame. El 21 del mismo mes, los morenistas en el café de Marco, fundaban la Sociedad Patriótica que nuclearía la oposición a Saavedra.
Producido un alzamiento popular en la noche del 5 de abril de 1811, habiendo sido nombrado Manuel Hermenegildo Aguirre como alcalde interino de Buenos Aires —de primer y segundo voto— este sería acompañado desde el ayuntamiento hasta el fuerte por el procurador Miguel de Villegas y el escribano del cabildo Justo José Núñez —padre del político e historiador Ignacio Núñez— para entregarle en mano a Cornelio Saavedra la petición escrita y firmada por los jefes de las tropas congregadas en la plaza y el paisanaje, que le exigían la remoción de los vocales morenistas de la Junta Grande que pretendían implementar medidas a favor de Buenos Aires y su élite, en vez de aplicarlas al país en su conjunto. Una vez aceptada la petición de los saavedristas, los acusados morenistas serían removidos de sus cargos y exiliados.

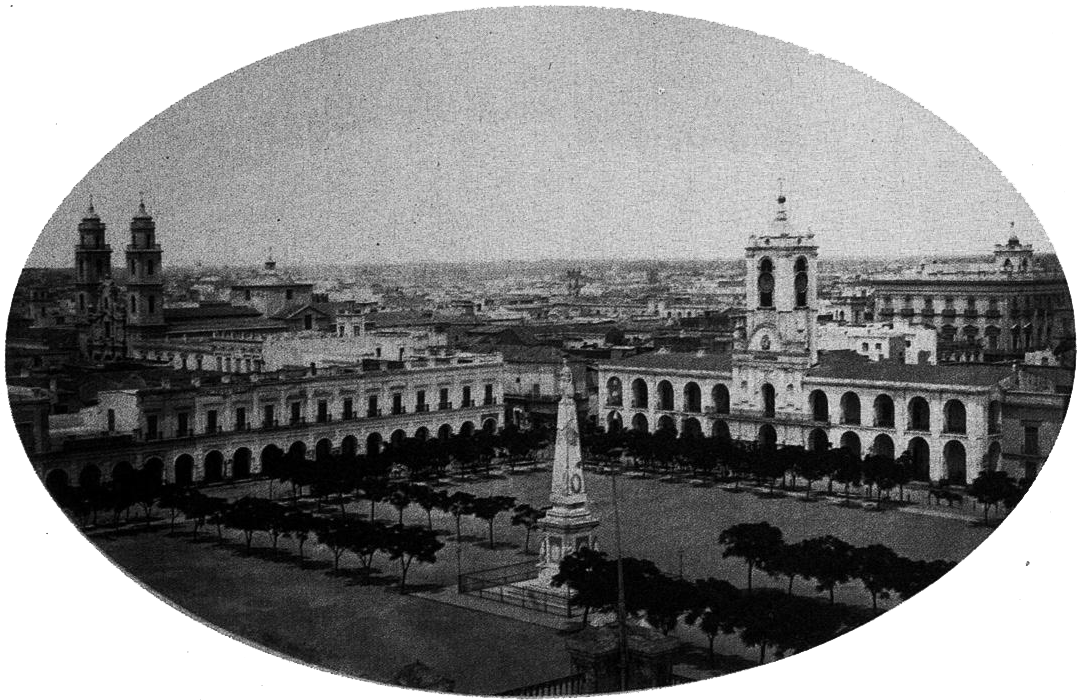
La pirámide en medio de la Plaza de la Victoria (1867).

Para juzgar a quienes atentasen contra el gobierno se creó el «Tribunal de Seguridad Pública» el 13 de abril de 1811, la Junta Grande nombró para que presida al coronel de Arribeños Juan Bautista Bustos, como vocales a Atanasio Gutiérrez y al doctor Juan Pedro Aguirre, y como secretario al teniente coronel Juan José Romualdo Rocha, durante su comisión que duraría cuatro meses. El doctor Miguel de Villegas de esta forma sería asignado como asesor el 19 de abril del citado año.
El 5 de mayo, al disponerse la erección de una pirámide conmemorativa en la plaza principal de la ciudad, encargada a dicho alcalde para celebrar el primer aniversario del «25 de Mayo», Villegas propuso que las inscripciones patrias debieran colocarse en el frontispicio como también las armas de la ciudad.
Entretanto, del otro lado del Plata, con Venancio Benavides al mando de las tropas orientales, los revolucionarios capturaron las poblaciones de El Colla —actual Rosario— el 20 de abril, San José el 25 de abril, y el 26 de mayo sitiaron Colonia del Sacramento, que terminó por caer el 2 de junio del mismo año (Montevideo quedaría en manos realistas hasta el 23 de junio de 1814).
En los acontecimientos políticos del mes de septiembre y a raíz de la petición popular del cabildo, el doctor Villegas como síndico, arengó a la muchedumbre reunida. El 19 del corriente, el pueblo de Buenos Aires se reunió en Cabildo Abierto para elegir a sus representantes, en el cual Miguel Mariano de Villegas fue votado diputado al «Congreso General de 1811» y fue quien planteó el otorgamiento de instrucciones a los legisladores. El día 22 del citado mes, el cabildo exigió la reforma del gobierno, y al día siguiente la Junta Grande decidió disolverse y crear en su reemplazo un Triunvirato.

## Diputado y asesor privado del Primer y Segundo Triunvirato

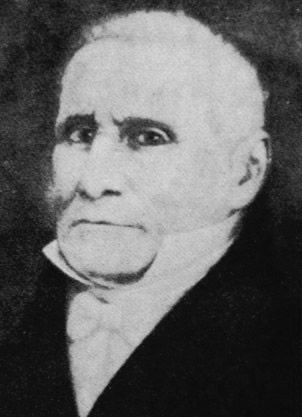
Feliciano Antonio Chiclana.

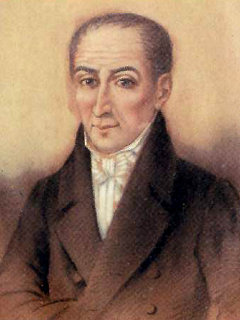
Juan José Paso.

### Diputado ante la Junta Conservadora de Soberanía
Una vez establecido el Primer Triunvirato, los ya electos diputados provinciales —entre ellos el doctor Miguel de Villegas— pasaron a constituir una junta conservadora que debía establecer las normas a que habría de ajustarse el nuevo gobierno, que sería responsable ante ella. Fue en cumplimiento de este mandato que el 22 de octubre, la denominada «Junta Conservadora de Soberanía» dictó el Reglamento Orgánico, declarando la inviolabilidad de los diputados y estableciendo que el Poder Ejecutivo integrado por el Triunvirato fuese responsable ante la Junta. Este reglamento orgánico establecía la división de poderes quedando el gobierno organizado de la siguiente manera:
- Poder Ejecutivo: reservado al Triunvirato y estableciéndose que su autoridad sería provisoria y que duraría por el término de un año.
- Poder Legislativo: reservado a la Junta Conservadora de la soberanía del rey Fernando VII y de las leyes nacionales.
- Poder Judicial: reservado a los juristas de la Real Audiencia de Buenos Aires que solo les tocaría juzgar a los ciudadanos.

Pero no tuvo vigencia, porque el Triunvirato ya marcadamente centralista desde Buenos Aires, disolvió la Junta, imponiendo el «Estatuto Provisional del Gobierno Superior» de las Provincias Unidas del Río de la Plata el 22 de noviembre de 1811, disponiéndose la inamovilidad de los triunviratos que se renovarían cada seis meses. Los reemplazantes eran elegidos por una asamblea constituida por los representantes de los pueblos —quienes serían expulsados pocos días después— y un número considerable de vecinos de la capital. Además se ratificarían los decretos de la libertad de prensa y seguridad individual, al igual que la independencia judicial.

### Síndico procurador general del Cabildo bonaerense

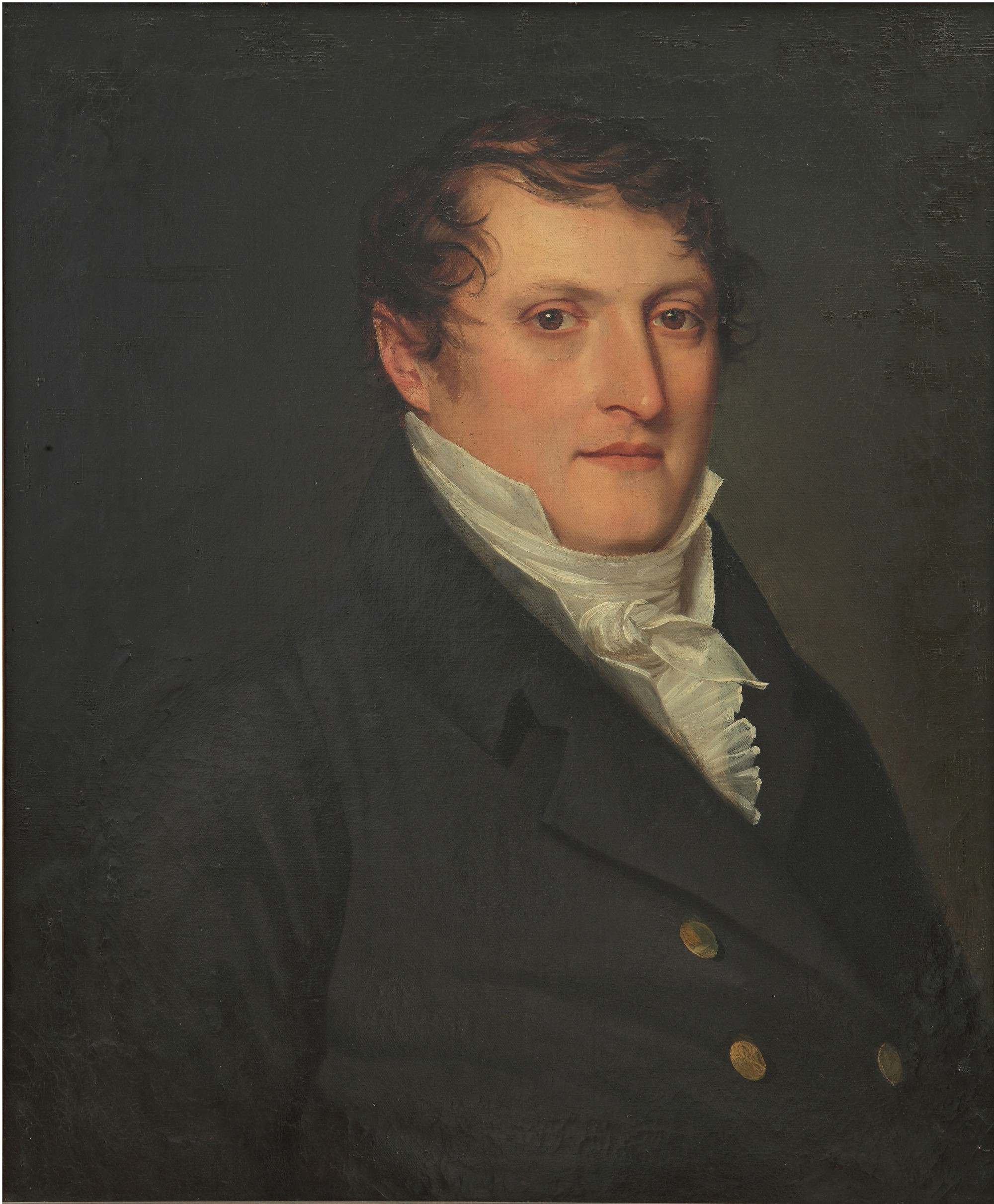
General Manuel Belgrano.

Bandera de Belgrano de 1812.

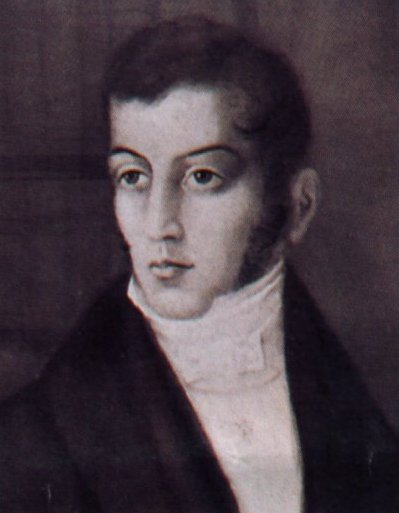
Antonio Álvarez Jonte.

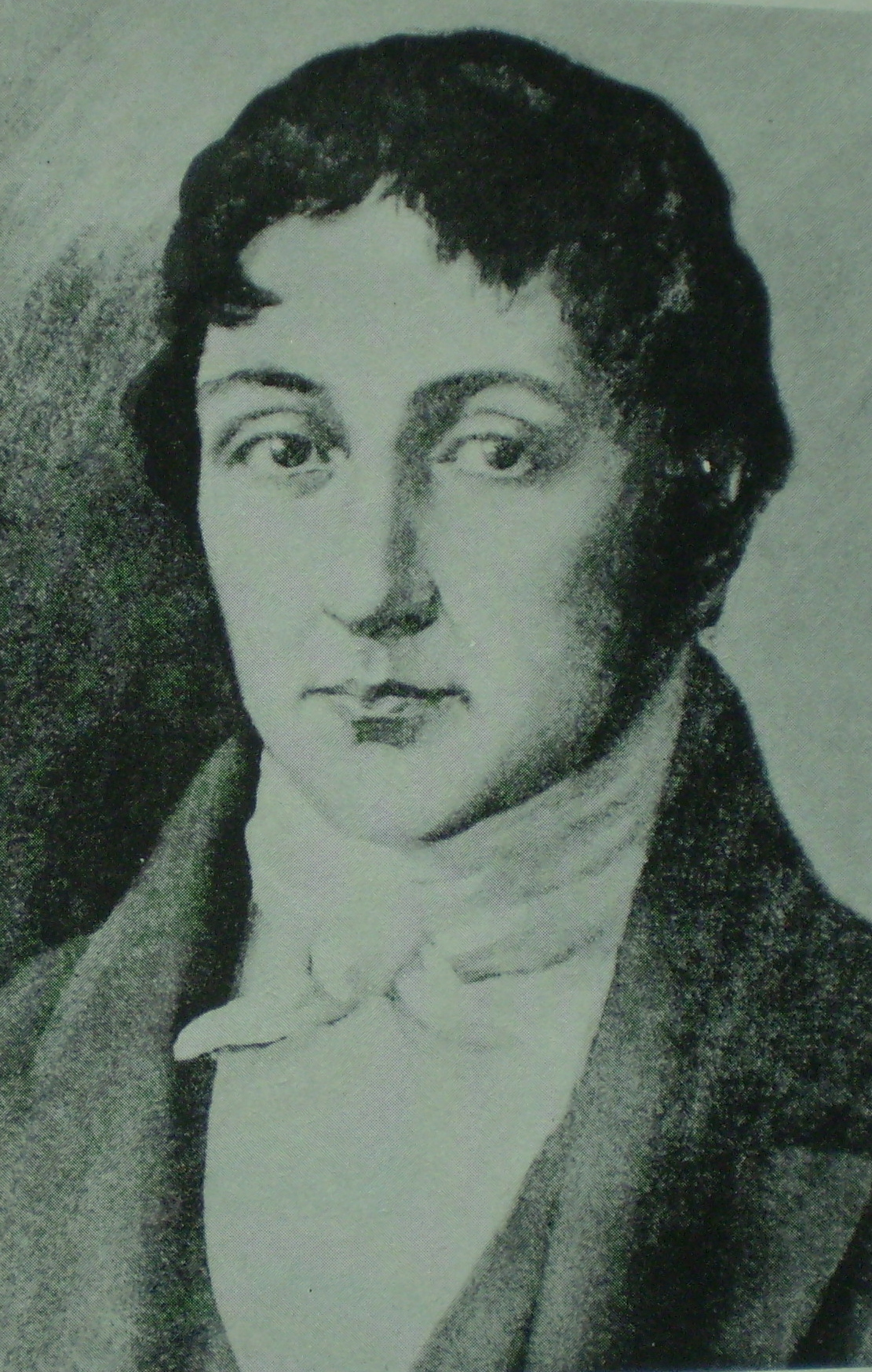
Manuel de Sarratea.

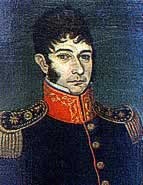
Nicolás Rodríguez Peña.

Miguel Mariano de Villegas fue reasignado como síndico del cabildo el 3 de enero de 1812, como suplente en el cargo de Vicente López y Planes quien era el titular.
Siguió Villegas ocupando el cargo de asesor privado general de gobierno de las Provincias Unidas del Río de la Plata, pero para mejorar la administración gubernativa local el Primer Triunvirato separó estas funciones, meses antes de su caída.
El 13 de enero de 1812 designó a Miguel de Azcuénaga como primer gobernador intendente de Buenos Aires, contando con la asesoría privada local de los doctores Gregorio García de Tagle y Miguel Carballo.
Más allá de este decreto del Triunvirato y de no crearse un cargo específico de asesor de gobierno, siendo nombramientos privados, la función y la figura de estos siguió vigente en esta etapa de inestabilidad política constante.
Mientras tanto en la villa del Rosario, el general Manuel Belgrano enarboló por primera vez el 27 de febrero del mismo año la entonces bandera argentina —en donde hoy se ubica el Monumento Histórico Nacional a la Bandera— y dos de los primeros oficiales en jurarle obediencia fueron el ingeniero y teniente coronel Ángel Augusto de Monasterio "el Arquímides de la Revolución" y el constructor de barcos fluviales Cosme Maciel, considerados así los primeros abanderados nacionales.
Si bien inicialmente la bandera de Manuel Belgrano era un distintivo para su división del ejército, luego la adoptó como un símbolo de independencia, por lo que le costó su primer enfrentamiento con el gobierno centralista de Buenos Aires, personificado en el ministro Bernardino Rivadavia, de modo que le ordenó destruirla pero Belgrano desobedeció, la guardó y decidió que la impondría después de alguna victoria.
Poco después en Buenos Aires, en donde más de medio siglo atrás se habían casado sus padres en la antigua iglesia de San Nicolás de Bari —actual Plaza de la República del Obelisco porteño— el coronel Juan Manuel Beruti izó por primera vez la bandera albiceleste en dicha ciudad y en la torre de la iglesia citada el 23 de agosto de 1812.

### Influencia gubernativa en las expediciones al Alto Perú

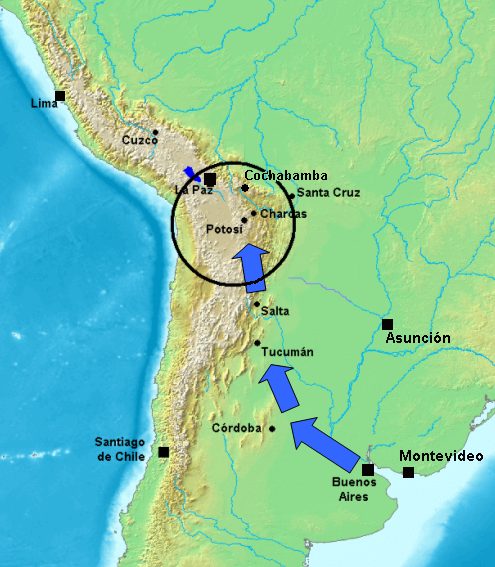
Ejército del Norte.

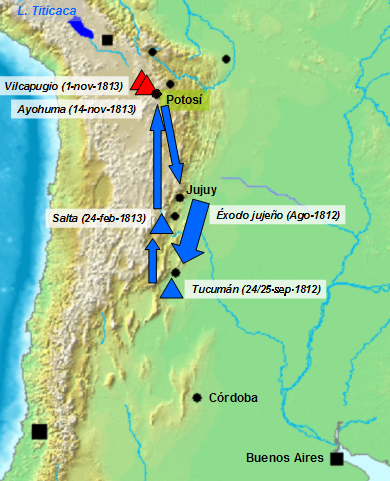
Éxodo Jujeño y batallas del noroeste argentino.

En el norte de las Provincias Unidas del Río de la Plata, la primera expedición auxiliadora al Alto Perú —luego de la retirada a causa de la derrota en la batalla de Guaqui del 20 de junio del año anterior— el nuevo comandante del Ejército del Norte, Juan Martín de Pueyrredón, había decidido hacer un nuevo intento de avanzar sobre aquel territorio para apoyar a la nueva insurrección de Cochabamba. Para ello había enviado a su segundo, el mayor general Eustoquio Díaz Vélez con un regimiento de caballería y un batallón de infantería hacia Yaví.
El 12 de enero de 1812, se produjo el combate de Nazareno cuando Díaz Vélez sorprendió a la vanguardia del Ejército Real del Perú que se hallaba en Suipacha al mando de Francisco Picoaga, y logrando que se ponga en fuga pero al cruzar el río Suipacha se produjo una crecida repentina del mismo, dejando aisladas a las tropas al mando de Manuel Dorrego y produciéndose la derrota de la segunda batalla de Suipacha. Pueyrredón ordenó a Díaz Vélez que emprenda la retirada ya que el ejército realista avanzó inmediatamente. Por estas acciones Dorrego fue ascendido a teniente coronel.
La principal hacienda del territorio pertenecía al marquesado del Valle de Tojo —o del Yaví— de Juan José Feliciano Fernández Campero quien fuera también encomendero de una de las dos únicas de la región. El papel del IV marqués con relación a la participación en la guerra de esta porción de los puneños fue central (sumándose a la causa libertadora en 1813, como comandante de la Puna en la llamada guerra Gaucha de su pariente el general Güemes de quien fuera coronel mayor, y aprovechando sus fluidas relaciones con los oficiales y con las autoridades de ambos ejércitos, se convirtió en el intermediario de estos).
En el mes de mayo de 1812, el general Manuel Belgrano —al mando del Ejército del Norte de la segunda expedición auxiliadora al Alto Perú— estableció su cuartel general en la ciudad de Jujuy, ubicada en la desembocadura meridional de la Quebrada de Humahuaca, ruta principal de las invasiones desde el norte. Enterado del avance del numeroso ejército realista, Belgrano reclamó al gobierno de Buenos Aires refuerzos para la resistencia; pero no obtuvo mayores auxilios, debido a que las autoridades del Primer Triunvirato estaban abocadas principalmente a vencer a los realistas fortificados en Montevideo.

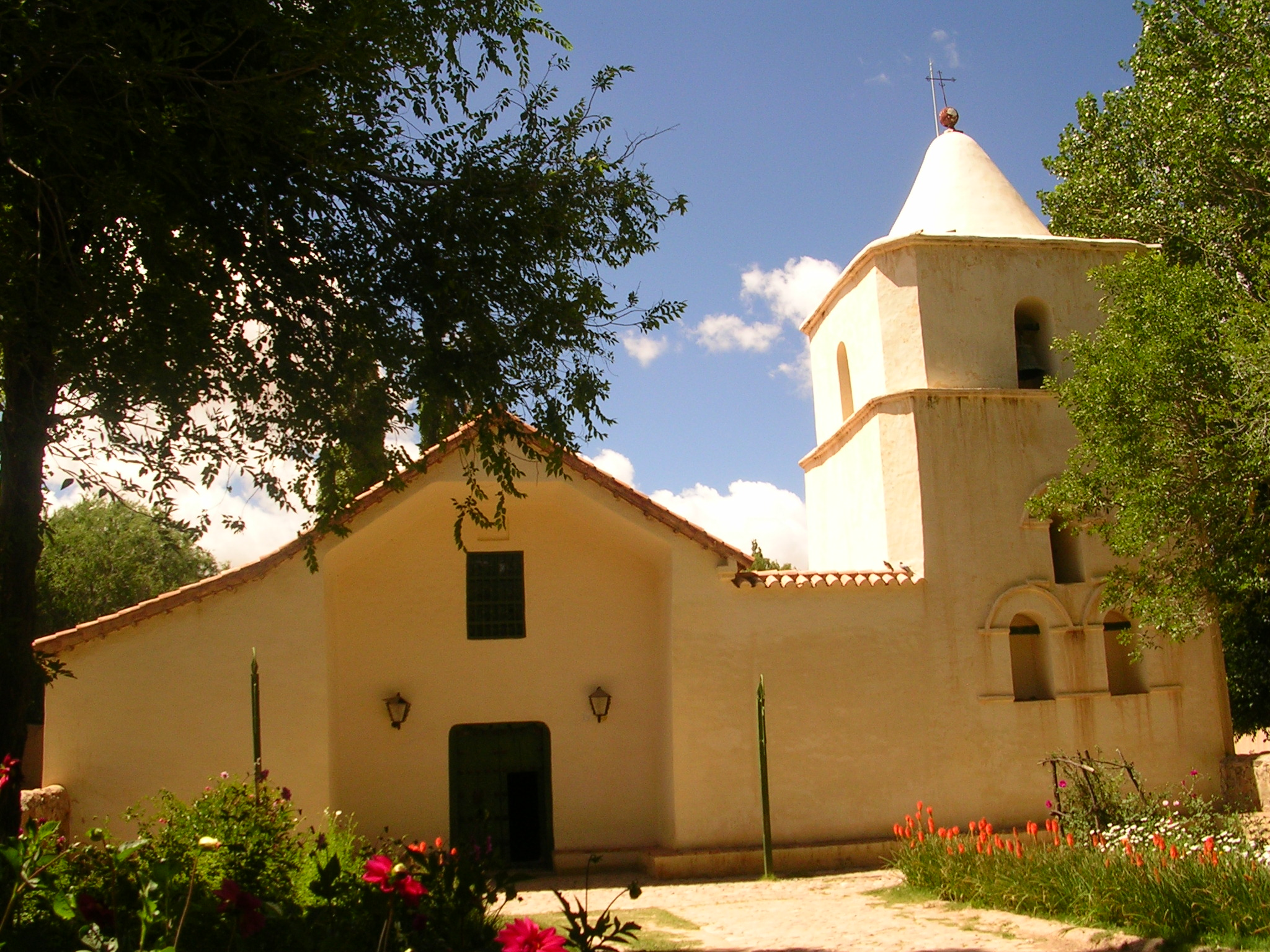
Capilla de San Francisco (Yaví).

Siguiendo las órdenes de Belgrano, los habitantes de Jujuy, a los que se sumaron algunos refugiados procedentes de Tarija y Chichas que abandonaron sus hogares y dejaron sin víveres a las tropas realistas, fueron ayudados activamente por los hermanos vasco-españoles Juan José de Lezama y el militar cabildante Francisco Asensio de Lezama —radicados en la ciudad de Salta y casados con dos hermanas salteñas, Petronila y Úrsula Carolina de Quiñones Arcos Arias-Rengel, respectivamente— quienes fueran unos caballeros de muy destacada actuación en la sociedad salteña.
El 23 de agosto de 1812, el ejército también procedió a retirarse —completando el Éxodo Jujeño— llevándose el ganado e incendiando las cosechas para desguarnecer al enemigo. Belgrano fue el último en dejar la ciudad deshabitada.
El general Pío Tristán envió sus avanzadas a hostilizar a los que se retiraban, dirigidos por el coronel Agustín Huici. Este alcanzó a la columna sobre el río que dio nombre al combate de Las Piedras pero la rápida reacción de Eustoquio Díaz Vélez logró allí una victoria. Esto alentó a Belgrano a detener la marcha y al ser invitado por los tucumanos, y desobedeciendo las órdenes impartidas desde Buenos Aires de retirarse hasta la ciudad de Córdoba, se haría fuerte en San Miguel de Tucumán, donde hizo frente a Tristán.

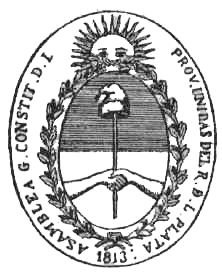
Sello de la Asamblea.

Comunicó esta decisión al Triunvirato, pero el secretario de guerra Bernardino Rivadavia le contestó ordenándole nuevamente seguir viaje hacia la citada ciudad. Cuando esa orden llegó, el general Belgrano —junto con Díaz Vélez en su carácter de mayor general— ya habían derrotado a Tristán en la batalla de Tucumán, siendo el médico español Gabriel Cuñado quien se ocupaba de atender a los heridos —luego desertaría de las filas realistas, instalándose en la villa de Jujuy— y de esta manera, habían obligado a las tropas realistas retroceder hacia el norte.
De ese modo, los independentistas recuperaron el control de esa región que se completó con la victoria en la batalla de Salta. Por otro lado, la victoria de Tucumán dio como consecuencia la posterior caída del Primer Triunvirato y su reemplazo por el segundo, que apoyó al Ejército del Norte sin abandonar la idea de recuperar Montevideo.

### Diputado de la Asamblea del Año XIII

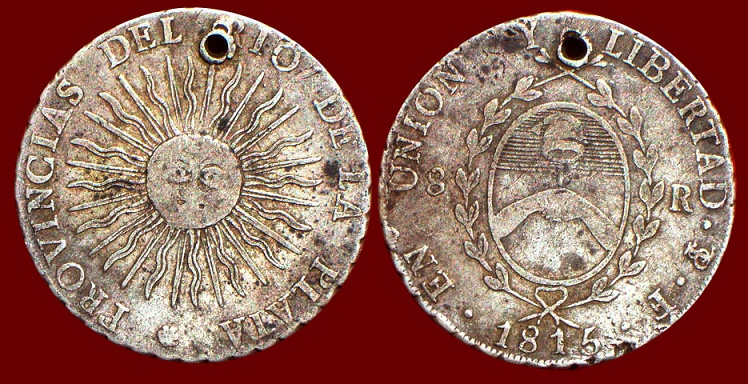
Primera moneda argentina con símbolos patrios.

Miguel de Villegas figuró como elector de la «Junta de Imprenta» durante el Segundo Triunvirato —surgido a raíz de la revolución del 8 de octubre de 1812, comandada por el general José de San Martín con sus Granaderos a Caballo, la Logia Lautaro y Francisco Ortiz de Ocampo con su batallón de Arribeños— y fue nuevamente votado el 31 de enero de 1813 como diputado en la Asamblea Legislativa que:
- Estableció el Escudo Nacional Argentino.
- Encargó la composición del Himno Nacional Argentino.
- Dictó la libertad de vientres de las esclavas.
- Eliminó mayorazgos y títulos de nobleza.
- Libró a los indígenas de la obligación de pagar tributo.
- Abolió la Inquisición y la práctica de la tortura.
- Puso fin al tráfico de esclavos.
- Mandó a acuñar la moneda nacional.
- Aprobó un estatuto reglamentario que reemplazaba al Triunvirato por un Directorio unipersonal

## Presidente de la Cámara de Apelaciones durante el Directorio de Álvarez Thomas

### Revolución Federal del 15 de abril de 1815

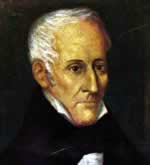
Gervasio Antonio Posadas.

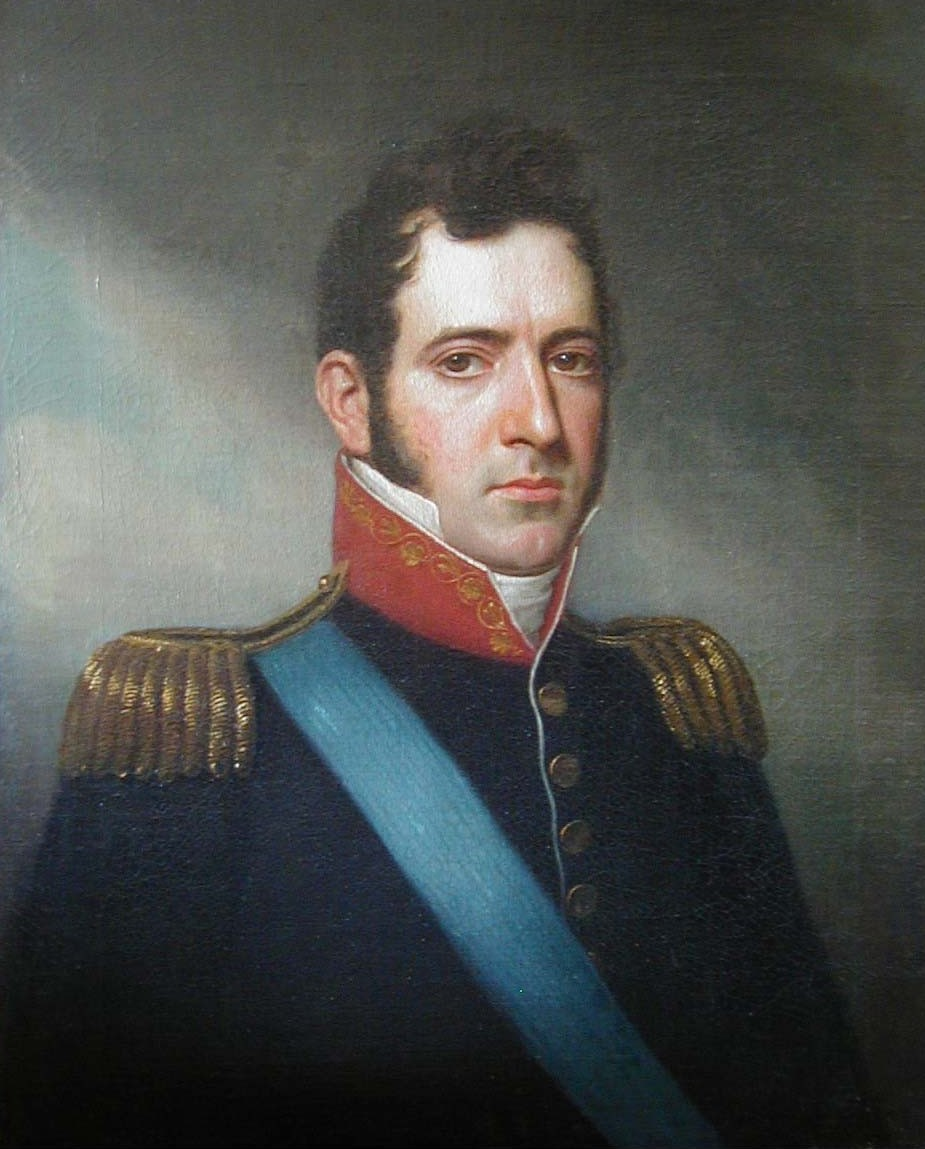
Carlos de Alvear.

El 31 de marzo de 1814, el Cabildo —bajo el gobierno de Gervasio Antonio de Posadas durante el Directorio en que se sucedieron ocho mandatos— nombró a Miguel Mariano de Villegas asesor de la «Defensoría de los Pobres» pero tuvo que cesar en el cargo al aceptar ser asesor del «Juzgado de segundo voto».
Al producirse la «Revolución Federal del 15 de abril de 1815» que provocó la renuncia de Alvear tres días después, refugiándose en una fragata inglesa y enjuiciándose a todos sus partidarios como al coronel Ángel Augusto de Monasterio, y luego del muy breve Tercer Triunvirato de dos días y la consiguiente creación de tribunales especiales, el jurista Villegas fue nombrado fiscal de la «Comisión Civil» el 24 de abril del mismo año, pero previamente y dada su influencia, intervino en su organización.
El 29 de abril aceptó ser designado como asesor del «Juzgado de primer voto», por renuncia de Jaime Zudáñez, y el 7 de mayo integró nuevamente la «Comisión Civil» como vocal y luego como fiscal, con Bartolomé Cueto.

### Juicios de residencia a gobernantes del período de 1810 a 1813

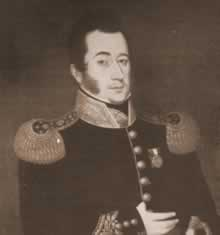
Ignacio Álvarez Thomas.

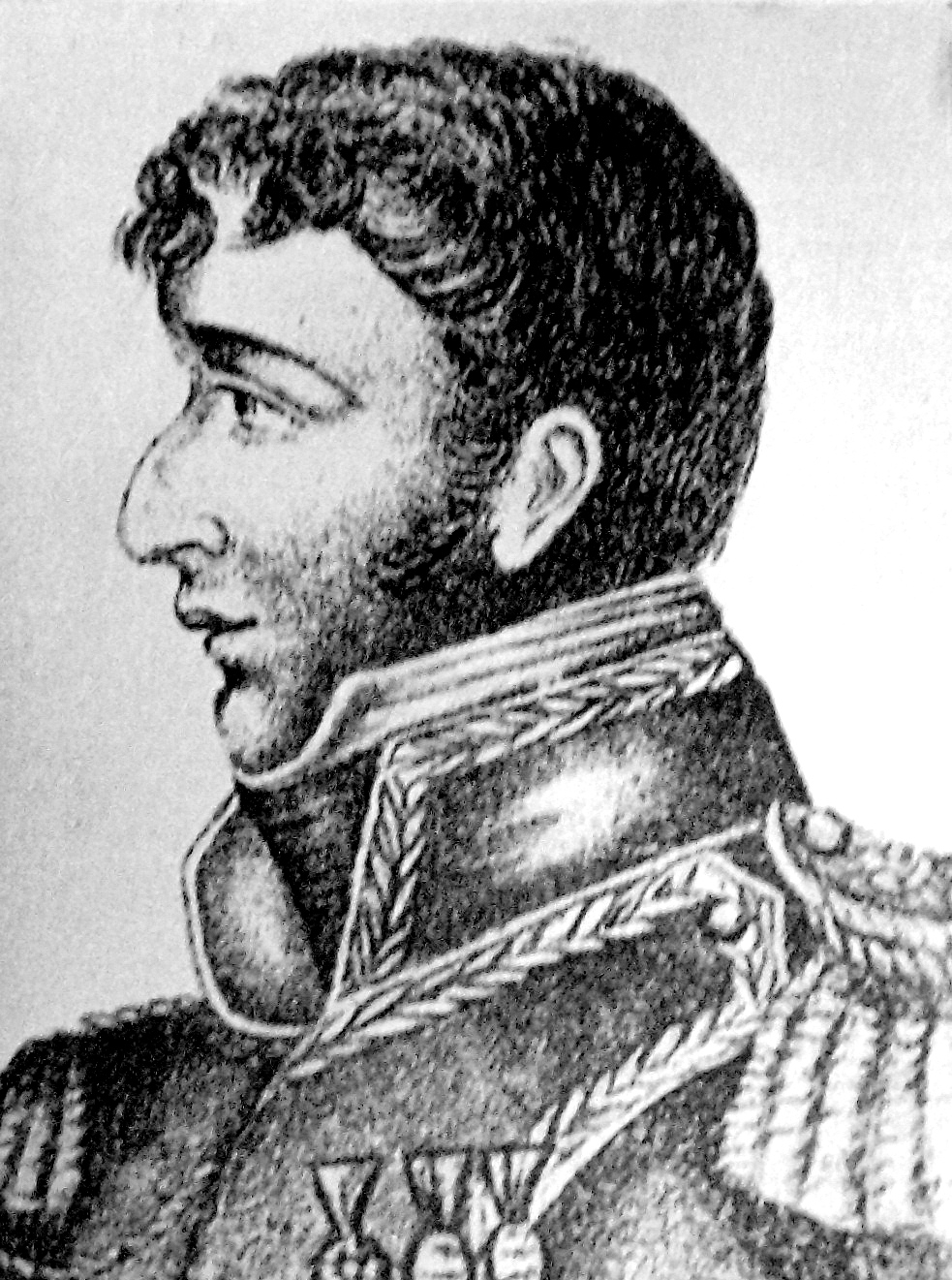
Antonio González Balcarce.

Al poco tiempo resultó elegido primer suplente vocal de la «Junta de Observación» desde el 17 de agosto hasta probablemente el 24 de octubre. De esta manera, estuvo encargado de realizar la «Causa de Residencia» mandada a formar por la Asamblea del Año XIII a los que habían ejercido el gobierno desde el 25 de mayo de 1810 hasta febrero de 1813. Al cesar en aquel cargo fue nombrado vocal sustituto de la «Cámara de Apelaciones», que reemplazaba a la antigua Real Audiencia de Buenos Aires. Además fue vocal del Montepío del Ministerio de Justicia y Hacienda».
Por decreto se le dijo lo siguiente:

"Gracias a nombre de la Patria por el servicio prestado al dictaminar en las causas de los procesados por el movimiento del 15 de abril".

### Elección de diputados al Congreso de Tucumán y la Junta Reformadora del Estatuto Provisional

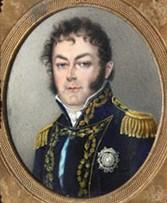
Juan Martín de Pueyrredón.

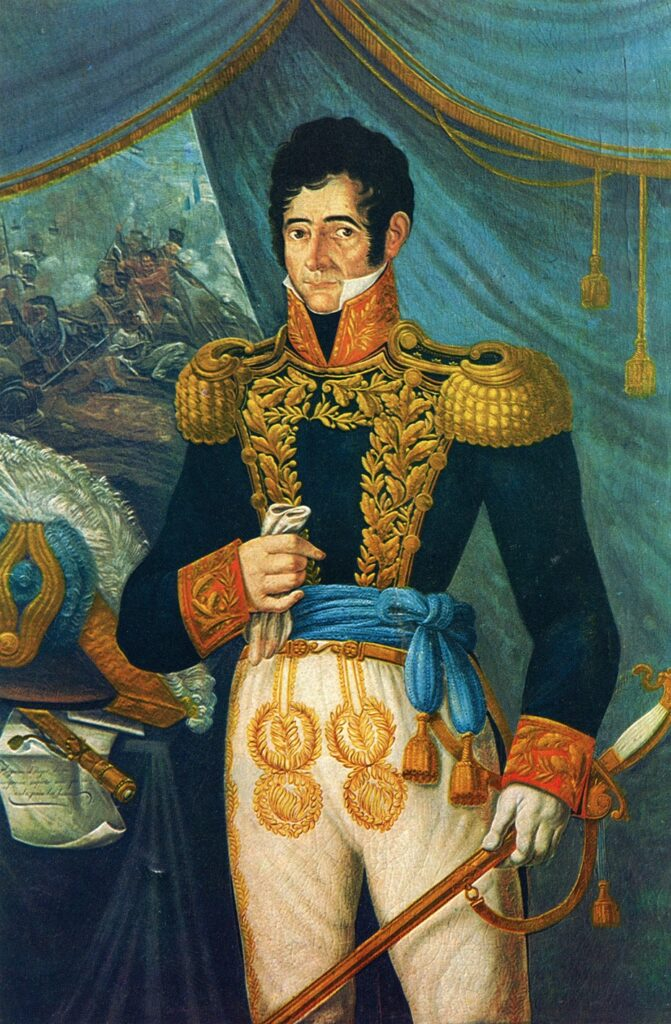
José Rondeau.

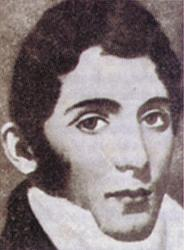
Juan Pedro Aguirre.

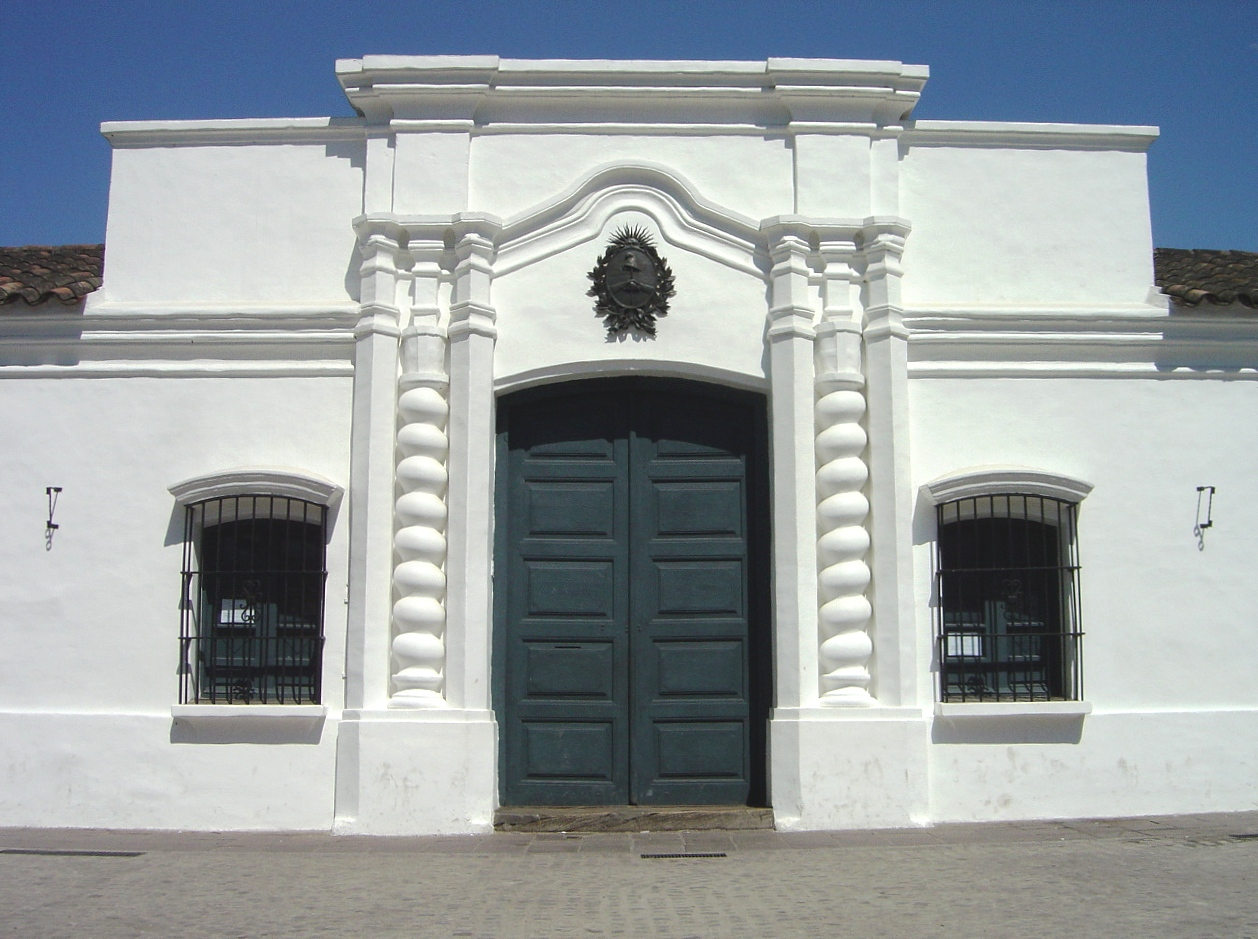
Sede del Congreso de Tucumán.

El 22 de agosto de 1815, los electores —doce por la ciudad y once por la campaña bonaerense— eligieron los diputados de Buenos Aires ante el Congreso de Tucumán: Pedro Medrano, Juan José Paso, Antonio Sáenz, fray Cayetano José Rodríguez, José Darragueira, Tomás Manuel de Anchorena y Esteban Agustín Gascón.
Tras la derrota de José Rondeau, el 29 de noviembre de 1815, en la segunda batalla de Sipe Sipe, el fracaso de las negociaciones con José Gervasio Artigas y el conflicto de poder entre la Junta de Observación y el Director Supremo, hizo que el poder de este se debilitara rápidamente. El rumor de que las misiones internacionales de Manuel José García en Río de Janeiro y las de Manuel de Sarratea, Manuel Belgrano y Bernardino Rivadavia en Europa, entregaría el país a alguna monarquía, hizo que todo se agravara.
El 1 de enero de 1816 Francisco Antonio de Escalada fue reelegido como alcalde de primer voto y Francisco Javier Rodríguez de Vida, de 2° voto; los regidores nombrados fueron Pedro Pelliza, Francisco Ramos Mejía, Manuel de Lezica, Esteban Romero, Luis Dorrego, Ulpiano Barreda, Miguel Marín, Zenón Videla, Blas Agüero, Mariano Maza, Gabino Anchorís y el síndico Juan García de Cossío. La «Junta de Observación» intimó a Álvarez Thomas a que remitiera todos los documentos y correspondencias relativas a dichas misiones, ante lo que el director convocó a un cabildo abierto para el 13 de febrero del citado año para reformar el estatuto y restarle atribuciones a la «Junta de Observación».
La Junta, con el apoyo del cabildo, decretó la cesantía de Álvarez Thomas y nombró director interino a Francisco Antonio de Escalada —suegro de José de San Martín— quien duró tan solo tres horas por la oposición que le prestó el síndico del cabildo, volviendo a reponer en el cargo al anteriormente depuesto director.
Y así fue que en el mismo año, en Cabildo Abierto, se nombró una nueva y llamada «Junta Reformadora», entre cuyas funciones estaría renovar el estatuto y que estaba integrada por Manuel Antonio Castro, el deán Gregorio Funes, los presbíteros Luis José de Chorroarín y Domingo Achega, y  Tomás Antonio Valle; al mismo tiempo nombró a Miguel de Villegas miembro de la «Junta de Vigilancia» o «Comisión de Seguridad Individual», conjuntamente con el síndico Juan García de Cossio y Lagraña —medio-hermano de José Simón García de Cossio y Zamudio— y el gobernador intendente Manuel Luis de Oliden, y en otra que proyectase la reforma del Estatuto, el 14 de febrero.

### La presidencia de la Cámara de Apelaciones y la Declaración de la Independencia

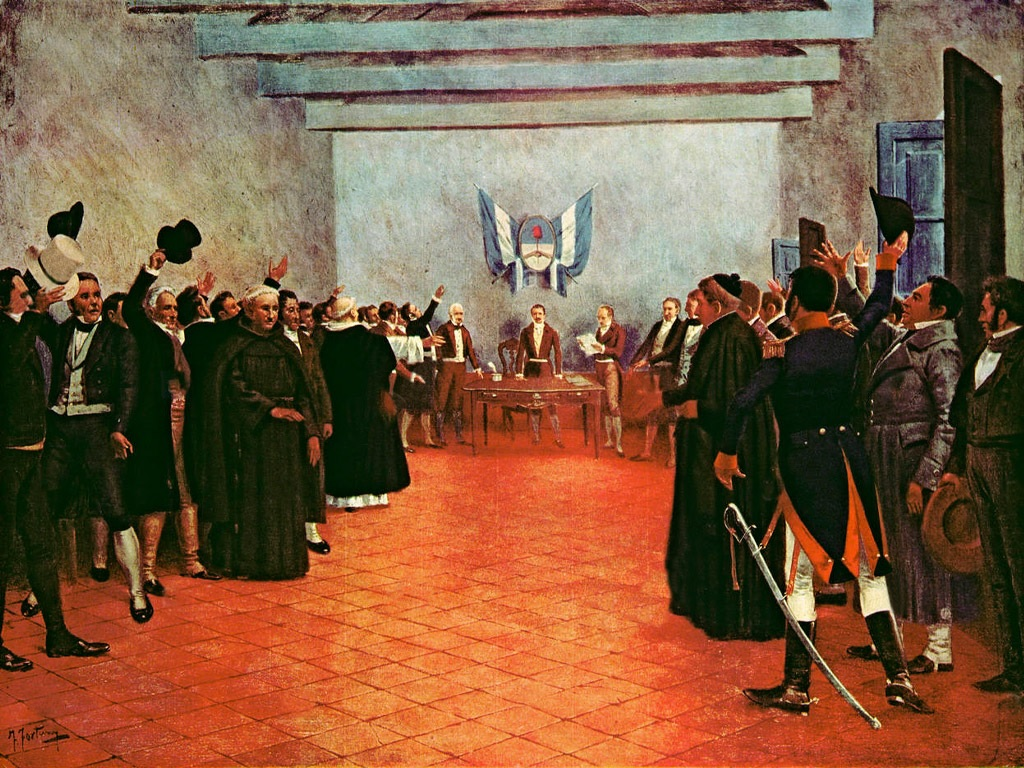
El Congreso de Tucumán (por Francisco Fortuny).

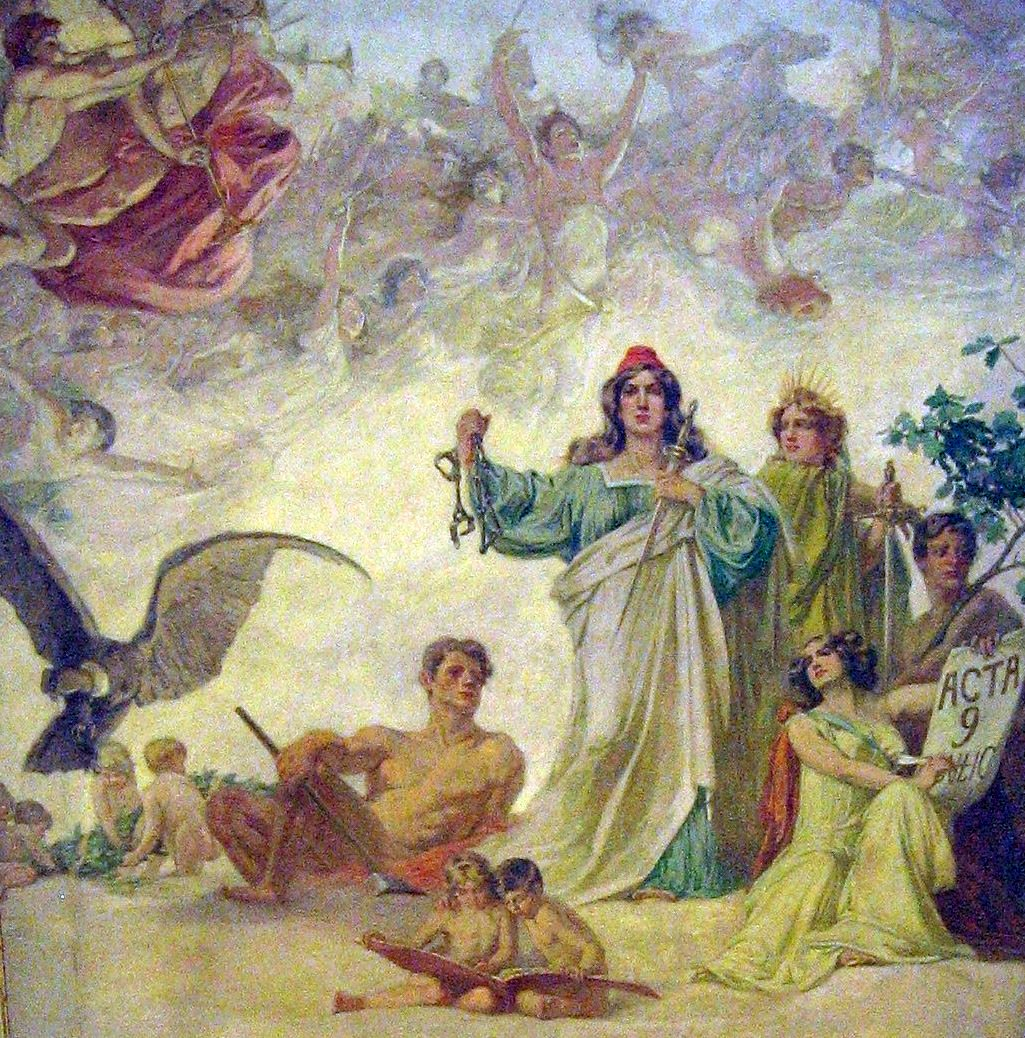
Alegoría de la «Declaración de la Independencia» (una pintura sobre tela en el techo del Salón Blanco de la Casa Rosada; autoría de Luis de Servi).

El 2 de marzo del mismo año, el doctor Miguel Mariano de Villegas fue elegido presidente de la «Cámara de Apelaciones» —ex Real Audiencia de Buenos Aires de la cual también formó parte— y unas tres semanas después, el 24 de marzo, se iniciaron las sesiones del Congreso de Tucumán con la presencia de 33 diputados, para lo cual se alquiló la casa de Francisca Bazán de Laguna. Finalmente, el 9 de julio de 1816, siendo presidente del mismo el diputado sanjuanino Francisco Narciso de Laprida, se hizo la definitiva Declaración de independencia de la Argentina.
El 31 de agosto, el doctor Villegas integró la «Comisión de Bienes Extraños», con Alejo Castex y el contador Antonio Pósiga ante el gobierno de la provincia de Santa Fe, invadida el 12 de julio del citado año por el coronel Eustoquio Díaz Vélez, para acordar los términos de un cese de hostilidades:

"Queda autorizado para estipular con el jefe de ese territorio la transacción de las diferencias que desgraciadamente existen entre ambos territorios".

### Gestión durante el Directorio de Pueyrredón y la conspiración de los hermanos Carrera
Manuel de Sarratea que había regresado a las Provincias Unidas del Río de la Plata a mediados de 1816, fue nombrado ministro de Gobierno y Relaciones Exteriores, siendo Juan Martín de Pueyrredón el nuevo director supremo desde el 9 de julio. Ocupando su puesto Sarratea comisionó al doctor Miguel de Villegas para que investigara sobre la existencia de logias masónicas y otras conspiraciones que pudieran existir. En su condición de camarista, el 6 de noviembre reemplazó en su ausencia al doctor Manuel Antonio Castro como director de la Academia de Jurisprudencia de Buenos Aires.
A principios de 1817, Miguel Villegas se desempeñó nuevamente aunque de forma interina, en carácter de fiscal de la Cámara de Apelaciones durante el impedimento Matías Patrón.

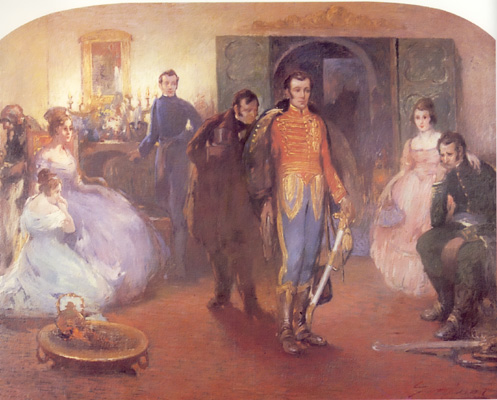
La familia Carrera de las Cuevas y Verdugo Valdivieso Herrera, según Arturo Gordon. José Miguel Carrera (en el centro), Juan José Carrera (sentado a la derecha del cuadro, con expresión apesadumbrada), Luis Carrera (a la izquierda y en el fondo, uniformado en azul) y Javiera Carrera (sentada a la izquierda del cuadro).

Mientras tanto los hermanos Carrera (Juan José y Luis) se envolvieron —tal vez, por instigación de su hermana mayor Javiera Carrera— en la llamada «Conspiración de 1817». El plan era volver a Chile con el propósito de apresar a O'Higgins y a San Martín, forzándolos a abdicar y de esta manera conseguir el poder de dicho territorio, pero aquella estrategia comenzó a fracasar rápidamente antes de que todos los implicados pudieran cruzar la cordillera de los Andes.
Por algún motivo, Luis Carrera asaltó un postillón y fue apresado en Mendoza, y su compañero de viaje confesó el paradero que llevó al arresto de Juan José Carrera en la posta de Barranquita de la provincia de Cuyo, el 20 de agosto de 1817. Ambos hermanos fueron trasladados a la cárcel de San Luis pero el 1 de septiembre —al mes de haber sido detenidos los hermanos Carrera de las Cuevas y Verdugo Valdivieso Herrera— José de San Martín, cediendo a las presiones de Bernardo O´Higgins, le había ordenado al gobernador intendente cuyano Toribio de Luzuriaga que les trasladara desde allí a la cárcel de Mendoza.

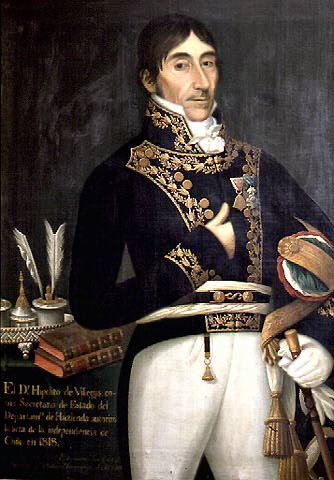
Hipólito Francisco de Villegas.

Entonces, el gobierno de Chile exhortó a la Cámara de Apelaciones porteña, integrada por Matías Patrón, Miguel de Villegas —cuyo hermano Hipólito de Villegas (residente en Chile desde 1784) quien fuera Ministro Tesorero del Estado desde el 11 de marzo de 1814, había sido desterrado a Mendoza el 23 de julio del mismo año, por José Miguel Carrera y sus hermanos— y Manuel Antonio de Castro quien presidía en ese momento la Cámara, y luego dicho gobierno prosiguió con la exhortación al asesor de gobierno rioplatense Tomás Antonio Valle, siendo estos dos últimos opositores de la pretensión trasandina aunque no llegaron a formular ejecutivamente el dictamen.
Además de las sospechas de los objetivos de los detenidos, y como fueron aprehendidos en el territorio de las Provincias Unidas del Río de la Plata, se había sumado la falta de portación de pasaportes pertinentes que era requisito establecido aun para cruzar territorios propios, y estaba contemplado en las leyes y decretos, quedando sin efecto el delito de conspiración que no se pudo comprobar en ese entonces.
Al mismo tiempo Javiera Carrera de las Cuevas y Verdugo Valdivieso Herrera mandó cuatro escritos a la Cámara de Justicia porteña pidiendo por sus hermanos pero el gobierno de Pueyrredón, presionado por su aliado chileno Bernardo O´Higgins, ignoró a la citada cámara, absteniéndose y limitándose a recomendar al gobernador de Cuyo la mejora en el tratamiento de los presos. En su tercer escrito, también dirigido a Pueyrredón, del 2 de enero de 1818, apeló con argumentos humanitarios para evitar que sus hermanos fueran trasladados a Chile, donde se les había entablado una querella criminal, así como para evitar que fuesen indagados en Mendoza. Y en su cuarto y último escrito, del 12 de febrero del mismo año, Javiera intima por tercera vez a que la Cámara de Apelaciones ordenara el traslado de sus hermanos de Mendoza a Buenos Aires y ofreciendo una fianza de hasta doce mil pesos fuertes (doce mil monedas de plata de ocho reales) para garantizar que no se escaparían durante el largo trayecto.
Lamentablemente para la familia, fueron adicionalmente acusados en Mendoza de querer escapar con la ayuda de prisioneros realistas, a quienes intentaron armar y organizar para derrocar las autoridades cuyanas e invadir Chile. Empeorando la situación, el descubrimiento de la tentativa coincidió con la noticia de la derrota patriota después de la batalla de Cancha Rayada del 19 de marzo de 1818. Como consecuencia de todo esto fueron encontrados culpables de los delitos de «lesa patria» y «actos contra la plaza» y condenados a muerte por el gobernador de Mendoza, Toribio de Luzuriaga, el 8 de abril del citado año, tres días después de la batalla de Maipú, que selló el triunfo patriota en Chile y poco más de un mes después de la publicación de su Manifiesto a los Pueblos. José Miguel Carrera recibió la noticia de la ejecución de sus hermanos estando en Montevideo, siendo la capital de la «Provincia Oriental» ya ocupada por fuerzas luso-brasileñas, la cual fue renombrada como «Provincia Cisplatina».

### Juicios de residencia a gobernantes del período de 1816 a 1820
A comienzos de 1820, el Cabildo eligió a Miguel de Villegas como asesor del «Juzgado de primer voto» y luego de "segundo voto". El 9 de marzo del mismo año, durante la ausencia del gobernador Juan Ramón Balcarce, dejó encargado como delegado para la «Defensa Interior» al general Matías de Irigoyen, eligiendo al mismo tiempo un «Tribunal de Vigilancia», a donde él mismo figuró como asesor, al lado del coronel Juan Ramón Rojas, Vicente López y Manuel B. Gallardo.
Como miembro de la Cámara de Apelaciones, el 23 de abril del citado año, firmó junto a todos los miembros de la misma —Castex, Castro y Esquerrenechea— un proyecto de Ley más conveniente para contener los escándalos y abusos que se observaban en los matrimonios desavenidos con las consecuentes causas que se suscitaban ante los Tribunales eclesiásticos y seculares. Dicho proyecto fue elevado por el Tribunal al Ministerio.
El 16 de mayo fue fiscal de la «Junta para los Juzgamientos» de Antonio González Balcarce, Juan Martín de Pueyrredón, Carlos María de Alvear, José Rondeau y Manuel de Sarratea. Además actuó como comisionado en el mismo año en la investigación de los cuadernos de alta traición a la patria, sobre reuniones que se realizaban bajo el nombre de «Logias Mayores y Menores».

## Segunda asesoría de gobierno y presidencia de la Cámara de Apelaciones durante la década del 20

### Auditor de Ejército y Marina, y dictamen por motines en el viaje a las islas Malvinas
Luego de la invasión por parte del Ejército Federal a la provincia de Buenos Aires, que culminó en la batalla de Cepeda del año 20 —en donde participó su pariente Cosme Maciel— y la consecuente firma del Tratado de Pilar, fue nombrado el doctor Villegas el 13 de enero de 1821, auditor de guerra del ejército de Buenos Aires, al que se agregó luego el de Marina —junto con Pedro Alcántara de Somellera— y también fue asesor de Matrículas.

Islas Malvinas argentinas.

Produjo dictamen en el proceso por la sublevación de las fragatas corsarias argentinas «Heroína» y «Carlota», motines producidos en agosto y octubre de 1820 durante el viaje a las islas Malvinas. La misión de estas había sido reclamar la soberanía argentina sobre el archipiélago, arribando a Puerto Soledad el 27 de octubre y cumpliendo su objetivo en noviembre del mismo año.

### Nombramiento como último asesor de gobierno del primer período

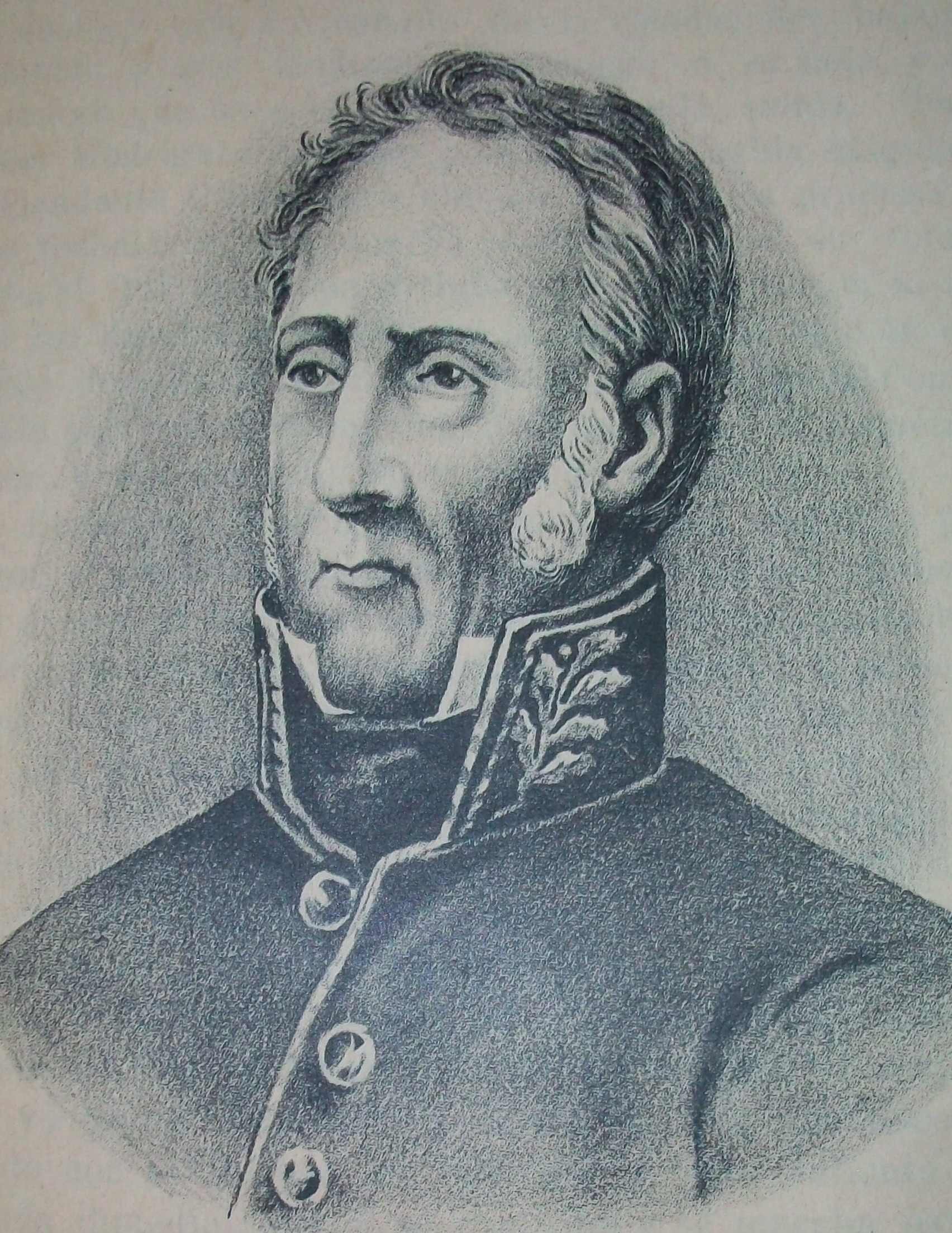
Martín Rodríguez.

Volvieron a nombrar en 1823 a Miguel Mariano de Villegas como asesor de gobierno —durante el mandato de Martín Rodríguez y en forma interina en reemplazo de Pedro José Agrelo quien era el titular desde septiembre de 1820— asignando al doctor Cossío como vocal de la «Cámara de Justicia» el 19 de marzo, en reemplazo del doctor Gascón y del doctor Valle, e interviniendo como asesor en el sumario por el combate de San Nicolás (ocurrido el 2 de marzo de 1811), en el cual terminó reconociéndose la valentía del maltés Juan Bautista Azopardo, aunque concluyendo que había demostrado impericia en su liderazgo y que había permitido la indisciplina de su tripulación, por lo cual dictó la sentencia de inhabilitación a perpetuidad para mandar en las fuerzas armadas, estableciéndose que solo podía servir como subordinado.
Por Ley del Presupuesto de 1824, votado en el Congreso General Constituyente, se suprimió la Asesoría General de Gobierno, siendo el doctor Miguel de Villegas el primero y el último en ocupar dicho cargo desde el «Primer Grito de Libertad».
El 8 de octubre de 1824 fue elegido como vocal del Supremo Tribunal de Justicia. Designado en 1826, como juez de «Alzada de Comercio» y el 20 de septiembre volvió a ser director de la Academia de Jurisprudencia de Buenos Aires.

### Fusilamiento de Dorrego y reconocimiento de sus despojos
Al producirse el fusilamiento el 13 de diciembre de 1828 de Manuel Dorrego quien fuera el depuesto y derrotado gobernador de la provincia de Buenos Aires —el primer gobernador electo por el voto popular, desde el 1 de diciembre del citado año— fue por lo cual Miguel de Villegas debió concurrir en carácter de camarista más antiguo al pueblo de Navarro, el 13 de diciembre de 1829, acompañado del médico Francisco Cosme Argerich —hijo de Cosme Mariano Argerich— y del escribano mayor de gobierno José Ramón de Basavilbaso Ferrín, además del juez de paz y del cura párroco Juan José Castañer —primo del infortunado condenado y a quien le asistió espiritualmente en sus últimos momentos— entre otros, para identificar los despojos del mismo en el acto de la exhumación que se practicó, y según expresó Miguel Villegas, había indicios ciertos de que luego de la ejecución hubo ensañamiento con el cadáver:

Se encuentra el cadáver entero, a excepción de la cabeza que estaba separada del cuerpo en parte, y dividida en varios pedazos, con un golpe de fusil al parecer, en el costado izquierdo del pecho...

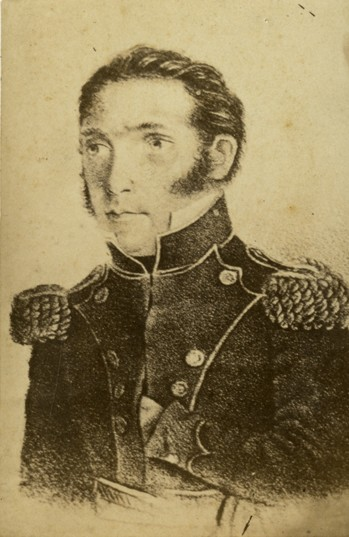
Manuel Dorrego.

El día 14, Manuel Dorrego fue enterrado en el cementerio de Navarro, que entonces estaba junto a la iglesia. El lugar de su sepultura según describió Miguel Villegas:

"...Estaba a cinco y media varas de su frente y puerta principal, con la diferencia de dos tercios en que daba hacia su parte lateral izquierda..."

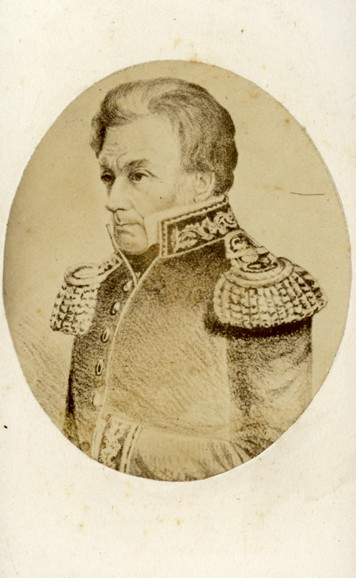
Juan José Viamonte.

Concluido el sepelio, el párroco de Navarro, de puño y letra, dejó labrada la siguiente acta de defunción, que está guardada como reliquia histórica de gran valor en iglesia de Navarro y dice así:

Manuel Dorrego- En el día 14 de diciembre de 1828, yo, el abajo firmado, teniente cura de esta Capilla de Navarro, sepulté con oficio y misa de cuerpo presente, todo cantado de primera clase, el cadáver del coronel don Manuel Dorrego, natural de Buenos Aires, esposo de doña Ángela Baudrix. Recibió los Sacramentos de que doy fe. Firmado: Juan José Castañer.

### Segunda presidencia de la Cámara de Apelaciones durante la acefalia de poder
En 1829 fue nombrado por segunda vez presidente de la «Cámara de Apelaciones» y también fue elegido por el gobierno de Juan José Viamonte —junto con los generales Miguel de Azcuénaga y Manuel Guillermo Pinto, y el sacerdote Saturnino Segurola— en la comisión de clasificar los papeles de las imprentas desde el 1 de diciembre de 1828 hasta el 24 de julio de 1829, fecha de la convención celebrada entre Juan Galo de Lavalle y Juan Manuel de Rosas.

## Decano de la Suprema Corte de Justicia, destierro por el gobierno rosista y deceso

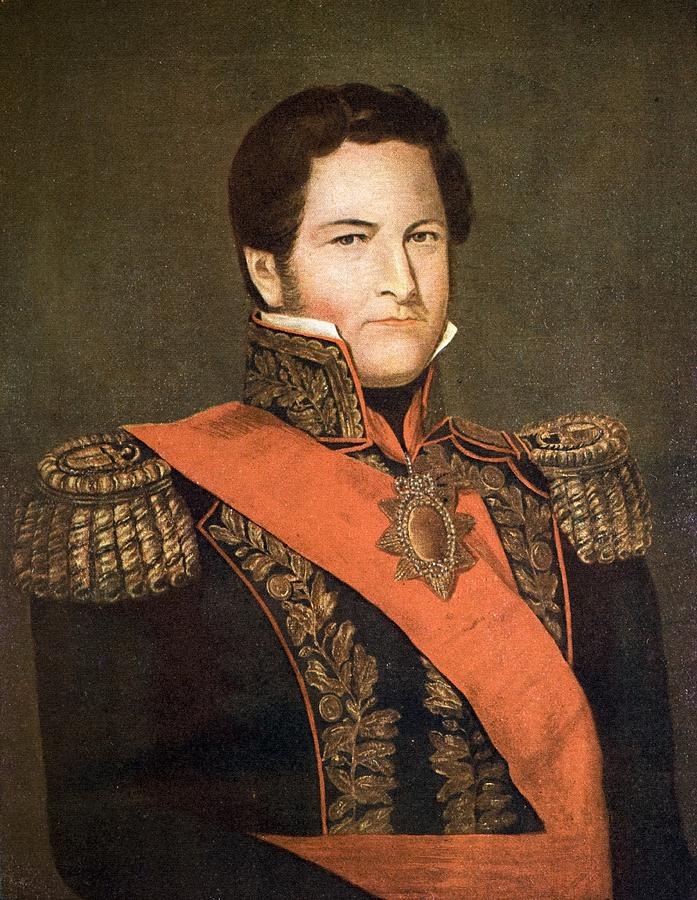
Juan Manuel de Rosas.

### Jurisprudencia durante el primer gobierno de Rosas
Cumpliendo el jurista Miguel de Villegas su segundo mandato como presidente de la Cámara de Apelaciones, el 8 de diciembre de 1829, asumía Juan Manuel de Rosas como gobernador de la provincia de Buenos Aires, siendo esta primera administración un gobierno bastante progresista, ya que se fundaron varios pueblos, se reglamentó la autoridad de los jueces de paz del interior provincial, se reformaron el Código de Comercio y el de Disciplina Militar.
Además se habían firmado tratados de paz en la ciudad de Buenos Aires con diversos caciques mapuches boroanos en septiembre de 1830, reafirmando el protectorado nacional sobre las pampas argentinas y el Comahue, obteniendo cierta tranquilidad en las fronteras internas con dichos aborígenes que quedaban guarnecidas por el Fortín San Javier que había sido erigido en 1782, la Fortaleza Protectora Argentina que fue construida en la bahía Blanca en 1828 y el Fuerte Independencia —actual ciudad de Tandil— entre otros fuertes y fortines.
El 6 de marzo de 1832, el doctor Villegas como miembro de la comisión compuesta por Castro Cáceres y José Joaquín de Araujo, aprobó la «Compilación de Derecho Patrio» de Bernardo Vélez, y en el mismo año, ocupó nuevamente el cargo de director de la «Academia Teórico-Práctica de Jurisprudencia» de Buenos Aires.

### Financiamiento de la campaña de Rosas al Desierto durante el gobierno de Balcarce

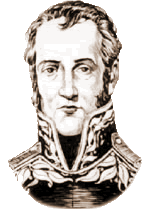
Juan Ramón Balcarce.

En el momento en que Rosas entregaba la administración del gobierno provincial el 18 de diciembre del año antes citado, era reelegido por la legistatura para un segundo mandato pero no lo aceptó, ya que no se le concedían las «facultades extraordinarias» y por lo cual en su lugar fue elegido Juan Ramón Balcarce.
A principios de 1833 decidió Rosas coordinar la Campaña del Desierto con la colaboración de las provincias de Mendoza, de San Luis y de Córdoba que actuarían conjuntamente, y que además sería acompañada por otra que se realizaría en Chile, organizada por el general Manuel Bulnes. En primera instancia le habían ofrecido a Facundo Quiroga la comandancia general de la campaña pero por diversas razones rehusó al nombramiento. Por entonces Rosas comenzaba a concentrar y preparar a la tropa en su estancia de “Los Cerrillos” a orillas del río Salado del Sur, ubicada en los alrededores del pueblo San Miguel del Monte, y el 28 de enero, el gobierno de Balcarce nombraba a Rosas jefe al mando de la columna del este. El 6 de febrero del mismo año era aprobada una ley que autorizaba al Poder Ejecutivo provincial a negociar un crédito de un millón y medio de pesos moneda corriente, a efectos de costear los gastos de la expedición pero poco tiempo después el Ministerio de Guerra comunicó que no podría solventar la campaña, y por lo cual Juan Manuel de Rosas y Juan Nepomuceno Terrero suministraron ganado vacuno y caballar para el abastecimiento, y los Anchorena, Victorio García de Zúñiga, el entonces coronel Tomás Guido y el doctor Miguel Mariano de Villegas donaron dinero en efectivo para que pudieran iniciarla, partiendo en marzo de 1833.

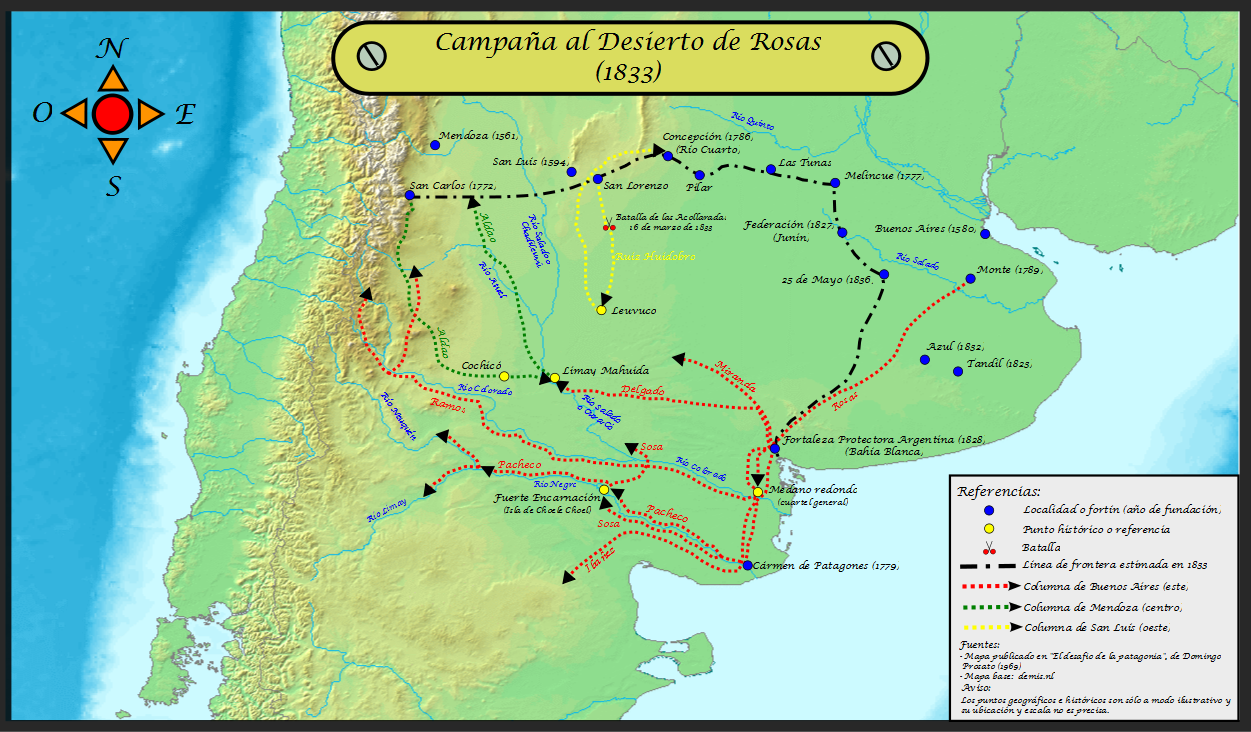
Mapa de la Campaña de Rosas al Desierto.

La columna oeste, al mando de José Félix Aldao, recorrió un territorio limitándose a llegar al río Colorado. La del centro venció al cacique ranquel Yanquetruz, regresando inmediatamente. La que hizo la mayor parte de la campaña fue la del este, al mando de Juan Manuel de Rosas que estableció el «fortín Colorado» en Médano Redondo, a orillas del río homónimo —abandonado en 1852 y trasladado en 1858, debido a una inundación, 30 kilómetros al norte y mudando su nombre al de «fortín Mercedes»— enviando cinco columnas hacia el sur y hacia el oeste, consiguieron derrotar a los caciques más importantes. La expedición culminó con éxito y logró fijar una frontera (que se mantendría hasta 1852) que recorría por medio de una línea de fortines las distancias de la Fortaleza Protectora Argentina al «Fuerte Encarnación» de la isla Grande de Choele Choel en el río Negro, y desde el río Colorado a la cordillera de los Andes. A continuación firmó tratados de paz con otros caciques, convirtiéndose estos en aliados útiles. Al año siguiente se sumaría a su causa el más importante de los caciques, el famoso Calfucurá.
En el mismo año, por sus altas condiciones jurídicas, se nombró a Miguel de Villegas en la «Junta de Entendimiento» encargada de los asuntos pendientes sobre patronato y para emitir su dictamen con motivo del «Memorial Ajustado» siendo su autor Pedro José Agrelo que finalmente lo publicó en 1834 en donde se establecía la separación de la iglesia y la patria, intentándose lograr de esta una dependencia del Estado y legislando su existencia como una institución más del mismo.

### Presidente de la Cámara de Justicia provincial durante el gobierno de Maza

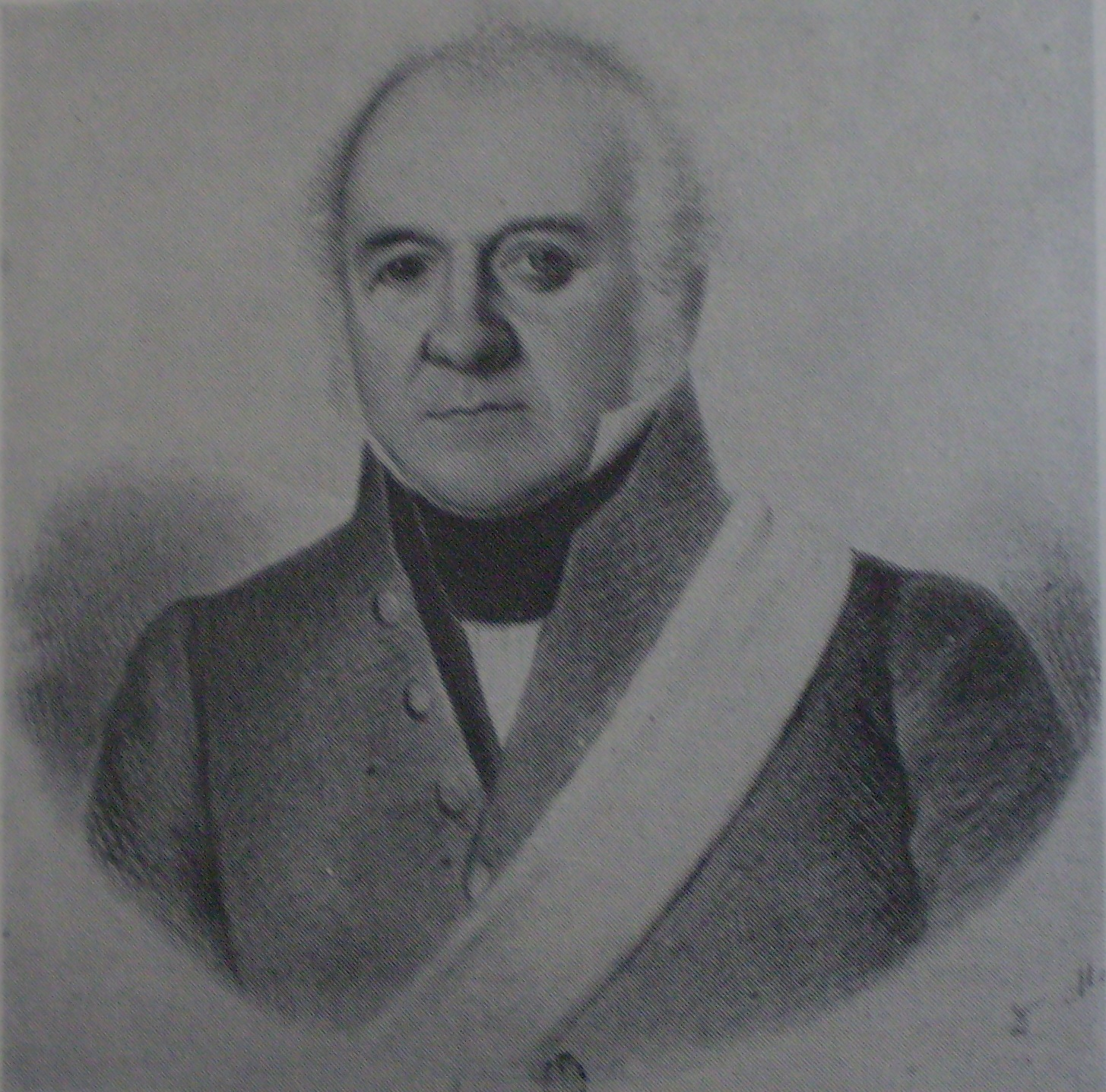
Manuel Vicente Maza.

En 1835, Villegas fue presidente de la Cámara de Justicia Provincial durante la administración de Manuel Vicente Maza pero al estallar un conflicto que se había suscitado entre las provincias de Salta y de Tucumán, Rosas logró que el gobernador Maza enviara como mediador al general Facundo Quiroga que estaba residiendo en Buenos Aires, y en cuyo trayecto fue emboscado y asesinado el 16 de febrero del mismo año en Barranca Yaco, entre las postas cordobesas de Tulumba y de Sinsacate, por Santos Pérez quien era un sicario vinculado a los hermanos Reynafé que gobernaban la provincia de Córdoba.

### Decano de la Corte Suprema durante el segundo gobierno de Rosas y destierro

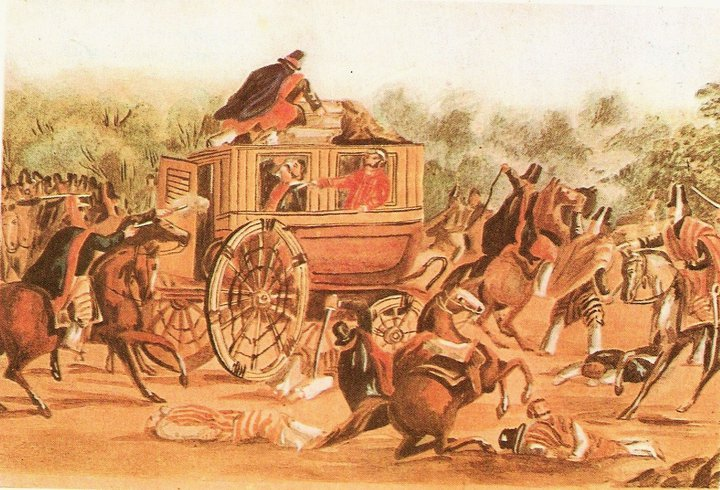
Asesinato de Facundo Quiroga.

La muerte de Quiroga provocó un clima de inestabilidad y violencia, por lo que Maza presentó su renuncia el 7 de marzo de 1835, causa por la cual la Legislatura bonaerense llamó a Rosas para que se hiciera cargo del gobierno provincial, y por lo cual condicionó su aceptación a que se le otorgase la «suma del poder público». De esta forma fue que el 7 de marzo del citado año, Juan Manuel Ortiz de Rozas y López Osornio asumía su segundo gobierno que en sus comienzos respetaría a la legislatura y a los tribunales pero años después se tornaría dictatorial.
Durante el segundo mandato rosista, el 17 de enero de 1837, el jurista Villegas se desempeñó como decano del Superior Tribunal de Justicia. Al poco tiempo, el 19 de mayo del mismo año, el gobernador Rosas, quien fuera encargado del manejo de las relaciones exteriores de la Confederación Argentina, declaró la guerra a la Confederación Peruano-Boliviana, tanto por la «Cuestión de Tarija» como por el apoyo de Andrés de Santa Cruz al Partido Unitario que el doctor Villegas adhería secretamente y que en consecuencia, fue separado del cargo por dicho gobernador el 1 de diciembre de 1838, por no merecer la confianza del Gobierno al haber dado un voto en contra de la indicación de aquel, y desterrado a la estancia de Juan José Viamonte quien el pasado 1 de octubre de 1834 había sido obligado a dimitir de su corto gobierno provincial de casi ocho meses.

### Liberación y fallecimiento
El destierro finalmente fue levantado el 5 de marzo de 1839. El doctor Miguel Mariano de Villegas Quevedo y Machado Manzanares Maciel falleció en Buenos Aires el 31 de julio de 1841, en su casa del barrio de Monserrat ubicada en la calle Suipacha n.º 34, acompañado de su esposa e hijos y hallándose presente el provisor Domingo Achega.

## Matrimonio y descendencia
Durante el gobierno del director supremo Juan Martín de Pueyrredón, el doctor Miguel Mariano de Villegas se unió tardíamente en matrimonio el 4 de enero de 1817 con su prima-sexta Juana María de Jesús del Campo Forgueras y Maciel Lacoizqueta Valdivieso (Santa Fe, Virreinato del Río de la Plata, 17 de abril de 1792 - Buenos Aires, República Argentina, 1863), una hermana del teniente coronel Juan Estanislao del Campo, siendo ambos, hijos del cabildante Augusto Nicolás del Campo quien fuera sobrino y jefe de la guardia del tercer virrey —y por tanto, descendiente de los Rodríguez de las Varillas de Salamanca sevillanos y los Van de Velde flamencos— que participó en el Cabildo abierto del 22 de mayo de 1810, y de María Juana Maciel, una hija del teniente de gobernador santafesino Joaquín Maciel y Lacoizqueta y nieta del maestre de campo Manuel Maciel y Cabral de Alpoin, y descendiente de primeros pobladores del Río de la Plata de origen luso-hispano, como el capitán azorano Amador Vaz de Alpoim y la infanzona Margarita Cabral de Melo y así, como de diversos conquistadores, colonizadores, adelantados y gobernantes rioplatenses.
Miguel Mariano de Villegas y Juana María del Campo tuvieron cinco hijos:
- Andrés Miguel Villegas del Campo[58] (Buenos Aires, 30 de noviembre de 1817 - f. antes de 1855) era un militar[58] que había sido bautizado en la iglesia de Nuestra Señora de la Merced de Buenos Aires el 4 de diciembre del año de nacimiento y se unió en matrimonio hacia 1845 con Dolores Ugarteche Echenagucia (n. 1827) para concebir al homónimo Andrés Miguel Villegas Ugarteche[58] (Buenos Aires,[58] 27 de febrero[58] de 1846[58] - París,[58] Francia, después de 1879)[58] que sería bautizado en la iglesia de San Nicolás de Bari[58] de Buenos Aires[58] el 11 de marzo de 1850,[58] y se convertiría en un famoso artista de la pintura,[58] cuya obra más conocida es un óleo[58] de 1869[58] que representa al antiguo "Fuerte de Buenos Aires",[58] conservado en el Museo Histórico Nacional[58] que actualmente su sede está en la antigua mansión de la quinta del rico empresario José Gregorio de Lezama.
- Jacinto Mariano de la Natividad Villegas[59] (n. ib., 1819), militar, funcionario y político argentino que actuó como cónsul y ministro plenipotenciario en Uruguay, Brasil y Perú.
- Miguel Francisco Nicolás de Villegas[2] (n. ib., 1822), jurisconsulto, profesor, militar, funcionario y político argentino que se casó con Victoria Arana, prima y cuñada del gobernador bonaerense Dardo Rocha Arana.
- Antonio Miguel Villegas (n. ib., ca. 1827).
- Sixto Villegas[60] (ib., 16 de marzo de 1831), jurisconsulto del Supremo Tribunal de Justicia provincial y nacional, además de decano de la Facultad de Derecho de Buenos Aires. Emitiría el fallo de primera instancia en el juicio contra el brigadier general Juan Manuel de Rosas.

## Opiniones de historiadores y funcionarios de gobierno
El famoso historiador Vicente Osvaldo Cutolo, el Registro Nacional de las Personas y la Asesoría de Gobierno de la Provincia de Buenos Aires que citan una extensa bibliografía, expresan lo siguiente sobre el patriota Miguel Mariano de Villegas: 

"Fue un jurista de altos méritos, que debió intervenir en la vida nacional en momentos difíciles".

| Predecesor: Julián de Leyva       | Síndico procurador general del Cabildo 1810 - 1811 (también como interino en 1812)                                                        | Sucesor: Felipe Arana (desde 1813, ya que siendo Vicente López y Planes el titular desde el 1 de enero de 1812, el día 3 del corriente sería suplantado por el doctor Villegas)                     |
| Predecesor: Juan de Almagro       | Asesor Privado General de Gobierno 1810 - 1815 (y también como interino en enero de 1823, cargo suprimido desde enero de 1824 hasta 1829) | Sucesor: Juan José Paso (desde el 10 de junio de 1815, sumándole el cargo de Auditor de Ejército, y desde 1829, Manuel Vicente Maza quien ocupara también el cargo de Auditor de Ejército y Marina) |
| Predecesor: -                     | Diputado por Buenos Aires 1811 (también en 1813)                                                                                          | Sucesor: - |
| Predecesor: ?                     | Presidente de la Cámara de Apelaciones 1816 (también en 1829)                                                                             | Sucesor: Manuel Antonio Castro |
| Predecesor: Manuel Antonio Castro | Director de la Academia de Jurisprudencia de Buenos Aires 1816 (como interino, y como titular también en 1826 y en 1832)                  | Sucesor: ? |
| Predecesor: Matías Patrón         | Fiscal de la Cámara de Apelaciones (interino) 1817                                                                                        | Sucesor: ? |
| Predecesor: -                     | Auditor de Ejército y Marina 1821-1823 (también en el período de 1825 - 1828)                                                             | Sucesor: Manuel Vicente Maza (desde 1829, y sumándole el cargo de Asesor General de Gobierno) |
| Predecesor: Tomás Antonio Valle   | Vocal de la Cámara de Justicia de la Provincia de Buenos Aires (interino) 1823                                                            | Sucesor: ? |
| Predecesor: ?                     | Vocal del Superior Tribunal de Justicia 1824                                                                                              | Sucesor: ? |
| Predecesor: ?                     | Presidente de la Cámara de Justicia de la Provincia de Buenos Aires 1835 - 1836                                                           | Sucesor: ? |
| Predecesor: ?                     | Decano del Superior Tribunal de Justicia 1837 - 1838                                                                                      | Sucesor: ? |